# باشگاه فوتبال اتلتیکو مادرید
باشگاه اتلتیکو مادرید اس.ای.دی. (به اسپانیایی: Club Atlético de Madrid) با تلفظ اسپانیایی: [ˈkluβ aˈtletiko ðe maˈðɾið] که به شکل ساده اتلتیکو مادرید، اتلتیکو یا اتلتی نامیده می‌شود، باشگاه فوتبال حرفه‌ای در شهر مادرید اسپانیا است که در لا لیگا که بالاترین سطح از فوتبال در اسپانیا به‌شمار می‌رود، رقابت می‌کند. ورزشگاه خانگی اتلتیکو ورزشگاه واندا متروپولیتانو است که ۶۷٬۷۰۳ نفر ظرفیت تماشاگر دارد. در حال حاضر آنتوان گریزمان با ۱۹۴ گل زده، بهترین گلزن تاریخ این باشگاه در همه رقابت‌ها محسوب می‌شود. شهراورد بین اتلتیکو مادرید و رئال مادرید در طول تاریخ جزو حساس‌ترین و پربیننده‌ترین رقابت‌ها بوده است.
از نظر تعداد عنوان قهرمانی در لیگ، اتلتیکو مادرید؛ پس از رئال مادرید و بارسلونا، سومین باشگاه موفق در فوتبال اسپانیا است که۱۱ بار در لا لیگا و ده بار در کوپا دل ری قهرمان شده است و در سال ۱۹۹۶ عنوان قهرمانی در هر دو جام را به دست آورد. دو قهرمانی در سوپر جام فوتبال اسپانیا، یک قهرمانی در کوپا پرزیدنته اف‌ای‌اف و یک قهرمانی در کوپا اوا دیورته از دیگر افتخارات این باشگاه در رقابت‌های داخلی است. در رقابت‌های اروپایی، جام برندگان جام اروپا را در فصل ۱۹۶۲ کسب کردند و در سال‌های ۱۹۶۳ و ۱۹۸۶ نایب قهرمان شدند. در سه فصل ۱۹۷۴، ۲۰۱۴ و ۲۰۱۶ به فینال لیگ قهرمانان اروپا رسیدند اما در کسب عنوان قهرمانی ناکام بودند. در سال‌های ۲۰۱۰، ۲۰۱۲ و ۲۰۱۸، لیگ اروپا را فتح کردند و در سال ۱۹۷۴، قهرمان جام بین قاره‌ای فوتبال شدند. اتلتیکو در فصل ۱۴–۲۰۱۳ پس از تساوی یک بر یک مقابل بارسلونا پس از هجده سال در لا لیگا به قهرمانی رسید.
لباس خانگی اتلتیکو، پیراهن راه راه قرمز و سفید، شورت آبی و جوراب‌های آبی و قرمز است. این ترکیب از سال ۱۹۱۱ مورد استفاده قرار گرفته است. در طول تاریخ این باشگاه با تعدادی نام مستعار شناخته شده است، از جمله تشک سازان، زیرا خطوط قرمز و سفید پیراهن اصلی این تیم، همان رنگ روکش سنتی برای تشک‌ها بوده است. در طول دهه ۱۹۷۰، آنها به لوس ایندیوس به معنای سرخ‌پوست‌ها معروف شدند، که برخی دلیل آن را جذب چندین بازیکن از آمریکای جنوبی پس از رفع محدودیت در عقد قرارداد با بازیکنان خارجی می‌دانند. نظریه دیگر این است که چون ورزشگاه اتلتیکو در ساحل رودخانه «اردو زده است» به این لقب مشهور شده‌اند و دلیل سوم این است که سرخ‌پوست‌ها دشمن دیرینه سفیدها بودند که لقب رقیب همشهری این باشگاه، رئال مادرید است. فلیپه ششم، پادشاه اسپانیا، از سال ۲۰۰۳ رئیس افتخاری این باشگاه است.
این باشگاه مالک باشگاه اتلتیکو دِ کلکته از سوپرلیگ هلند بود که دو بار در این رقابت‌ها قهرمان شد، اما در سال ۲۰۱۷ به دلیل نقض تعهدات، اتلتیکو تصمیم گرفت که به همکاری خود با باشگاه حاضر در ISL پایان دهد. اتلتیکو همچنین مالک دو باشگاه اتلتیکو سان لوئیس از لیگا امِ ایکس و تیم اتلتیکو اتاوا از لیگ یک کانادا است.

## تاریخچه

### تأسیس و سال‌های ابتدایی (۱۹۳۹–۱۹۰۳)

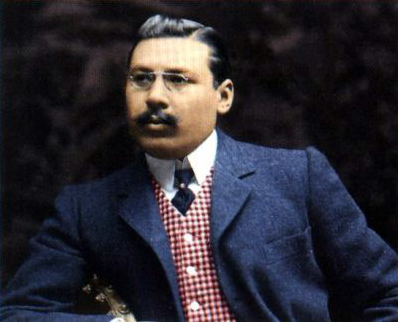
انریکه آلنده، اولین رئیس باشگاه پس از تأسیس در سال ۱۹۰۳

این باشگاه در ۲۶ آوریل ۱۹۰۳ با عنوان اتلتیک کلوب سوکورسال دِ مادرید (باشگاه اتلتیک شعبه مادرید) توسط سه دانشجوی باسکی مقیم مادرید تأسیس شد. بنیان‌گذاران، از این باشگاه جدید به عنوان شاخه جوانان تیم دوران کودکی خود، اتلتیک بیلبائو یاد کردند که به تازگی در فینال کوپا دل ری ۱۹۰۳ که به میزبانی شهر مادرید برگزار شد، با شکست رئال مادرید عنوان قهرمانی را از آن خود کرده بود. در سال ۱۹۰۴، اعضای معترض باشگاه رئال مادرید نیز به آنها پیوستند. آنها با پیراهن‌های آبی و سفید، مانند رنگ‌های آن زمان اتلتیک بیلبائو، شروع به کار کردند، اما از سال ۱۹۱۱، هر دو تیم بیلبائو و مادرید با رنگ‌های فعلی راه راه قرمز و سفیدکار خود را ادامه دادند. برخی معتقدند که این تغییر به این دلیل ایجاد شد که پیراهن‌های راه راه قرمز و سفید از ارزانترین نوع پارچه ساخته می‌شدند، زیرا از همین پارچه برای روکش کردن تشک‌ها استفاده می‌کردند و پارچه‌های استفاده نشده به راحتی به پیراهن‌های فوتبال تبدیل می‌شدند و به این ترتیب، تشک سازان (Los Colchoneros) که از القاب این باشگاه است شکل گرفت.

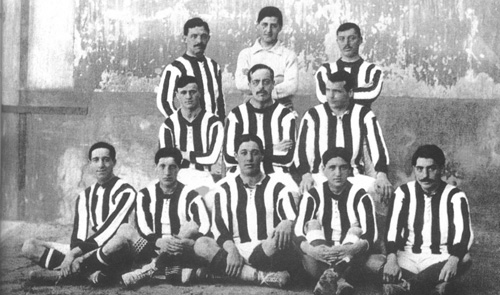
ترکیب تیم اتلتیکو مادرید در سال ۱۹۱۱ با لباس‌های جدید قرمز و سفید

در عین حال، روایت دیگر آن است که هم اتلتیک بیلبائو و هم اتلتیکو مادرید لباس‌های آبی و سفید بلکبرن روورز را که از انگلیس خریداری می‌شد استفاده می‌کردند. در اواخر سال ۱۹۰۹، خوانیتو الوردوی، بازیکن سابق و عضو هیئت مدیره اتلتیکو مادرید، برای خرید لباس هر دو تیم به انگلیس رفت اما موفق به یافتن پیراهن‌های بلکبرن برای خرید نشد. در عوض او پیراهن‌های قرمز و سفید ساوت‌همپتون (باشگاهی از یک شهر بندری که نقطه شروع بازگشت او به اسپانیا بود) را خریداری کرد. اتلتیکو مادرید پیراهن قرمز و سفید را به خود اختصاص داد که منجر به معروف شدن آنها به قرمز و سفیدها (Los Rojiblancos) شد و در کنار آن شورت آبی را که از قبل استفاده می‌کرد پوشید، در حالی که تیم بیلبائو، شورت مشکی را که در حال حاضر می‌پوشد برگزید. وضعیت این باشگاه که خود را به عنوان یک شاخه فرعی تیم بیلبائو می‌دانست عجیب بود، چرا که تیم مادریدی از همان لحظه تأسیس هیئت مدیره خود را داشت و متمایز بود که از نظر قانونی یک بخش تابعه یا تیم دوم به حساب نمی‌آمد. انریکه آلنده ۳۳ ساله اولین رئیس این باشگاه بود که در همان سال ۱۹۰۳ سمت خود را واگذار کرد و دواردو دِ آچا جایگزین او شد. از آنجایی که این دو تیم یک باشگاه محسوب می‌شدند، نمی‌توانستند در قالب رقابت‌های رسمی به مصاف یکدیگر بروند. اتلتیک بیلبائو در فینال کوپا دل ری ۱۹۱۱ با کمک چند بازیکنی که از اتلتیکو مادرید قرض گرفته بود، از جمله مانولون که یکی از گل‌های بازی را به ثمر رساند، قهرمانی را به دست آورد.
اولین زمین تیم اتلتیکو کمپو دل رتیرو (و معروف به «کامپو دل تیرو آل پیچون») نام داشت که در میدان وایکاس (خیابان منندز پلایو فعلی)، در منطقه‌ای در ضلع جنوبی شهر و از طبقه کارگر واقع بود. این زمین در سال ۱۹۰۱ افتتاح شد و تا سال ۱۹۰۲ توسط رئال مادرید برای بازی‌های دوستانه مورد استفاده قرار می‌گرفت و از سال ۱۹۰۳ به مدت یک دهه در اختیار اتلتیکو بود. در سال ۱۹۱۹، شرکت Urbanía Urbanizadora Metropolitana -شرکتی که سیستم ارتباط زیرزمینی را در مادرید اداره می‌کرد- زمینی را در نزدیکی سیوداد یونیورسیتاریا در مادرید به دست آورد. در سال ۱۹۲۱، اتلتیکو مادرید از باشگاه مادر، اتلتیک بیلبائو مستقل شد و به یک ورزشگاه ۳۵٬۸۰۰ نفری که توسط این شرکت، با نام ورزشگاه متروپولیتانو مادرید ساخته شد، نقل مکان کرد. این ورزشگاه تا سال ۱۹۶۶ مورد استفاده قرار گرفت و پس از آن به ورزشگاه جدید ویسنته کالدرون نقل مکان کردند. پس از انتقال، متروپولیتانو تخریب و ساختمان چند دانشگاه و یک دفتر کار متعلق به شرکت ENUSA جایگزین آن شد.
در طی دهه ۱۹۲۰، اتلتیکو سه بار قهرمان کامپیوناتو دل سانترو (قهرمانی منطقه مرکزی) شد و در سال ۱۹۲۱ پس از شکست برابر باشگاه والد خود، اتلتیک بیلبائو نایب قهرمانی کوپا دل ری را به دست آورد، و در فینال کوپا دل ری ۱۹۲۶ مجدداً این عنوان را تکرار کرد. بر اساس موفقیت‌های کسب شده در کوپا دل ری، در سال ۱۹۲۸ از آنها دعوت شد تا در فصل افتتاحیه از لا لیگا در سال بعد شرکت کنند. در اولین فصل از حضور اتلتیکو در لا لیگا، این باشگاه توسط فرد پنتلاند اداره می‌شد، اما پس از دو فصل به سگوندا دیویسیون سقوط کرد. در سال ۱۹۳۴ و برای مدتی کوتاه به لا لیگا بازگشت اما پس از آنکه جوزپ سامیتیر در میانه فصل جایگزین پنتلاند شد، بار دیگر و در سال ۱۹۳۶ به دسته دوم فوتبال اسپانیا سقوط کرد. جنگ داخلی اسپانیا به اتلتیکو مادرید فرصت دیگری داد، چرا که رئال اویدو با وجود قرار گرفتن در جایگاه سوم جدول در لا لیگا ۳۶–۱۹۳۵ به دلیل تخریب ورزشگاه خانگی در جریان بمب‌گذاری‌های ناشی از جنگ داخلی، قادر به شرکت در فصل ۴۰–۱۹۳۹ نبود؛ بنابراین، لا لیگا و سقوط اتلتیکو به دسته پایینتر، هر دو به تعویق افتاد و به منظور تعیین جایگزین تیم رئال اویدو یک بازی پلی آف میان دو تیم آخر جدول، اتلتیکو مادرید و اوساسونا برگزار شد که پیروزی ۳ بر ۱ اتلتیکو را در پی داشت.
اتلتیکو مادرید با برد دربی مادرید در فوریه ۲۰۱۴، نخستین تیمی شد که در تاریخ لالیگا توانسته سه‌بار پیاپی رئال را در ورزشگاه سانتیاگو برنابئو، ورزشگاه خانگی‌اش، شکست دهد.

### اتلتیک آویاسیون مادرید (۱۹۴۷–۱۹۳۹)
در سال ۱۹۳۹، هنگامی که لالیگا از سر گرفته شد، اتلتیکو با آویاسیون ناسیونال از ساراگوسا ادغام شد و به اتلتیک آویاسیون مادرید تغییر نام داد. آویاسیون ناسیونال در سال ۱۹۳۹ توسط اعضای نیروی هوایی اسپانیا تأسیس شد. به آنها قول داده شده بود که در فصل ۴۰–۱۹۳۹ در دسته برتر فوتبال اسپانیا حضور خواهند داشت، اما این موضوع مورد مخالفت فدراسیون فوتبال سلطنتی اسپانیا قرار گرفت. برای مصالحه، این باشگاه با اتلتیکو؛ تیمی که در طول جنگ داخلی هشت بازیکن خود را از دست داده بود، ادغام شد. اتلتیکو که تنها به عنوان جایگزین رئال اویدو پا به لا لیگا ۴۰–۱۹۳۹ گذاشته بود، با سرمربیگری ریکاردو زامورای افسانه‌ای، اولین قهرمانی خود در لالیگا را در پایان این فصل جشن گرفت و در سال ۱۹۴۱ از عنوان قهرمانی خود دفاع کرد. موثرترین و کاریزماتیکترین بازیکن آن سال‌ها کاپیتان تیم، خرمن گومز بود که در سال ۱۹۳۹ از راسینگ سانتاندر به خدمت گرفته شد. او هشت فصل متوالی تا لا لیگا ۴۸–۱۹۴۷ برای روخی‌بلانکوها بازی کرد. او در پست هافبک میانی، در کنار ماچین و رامون گابیلوندو یک خط هافبک افسانه‌ای را شکل دادند. در سال ۱۹۴۱، با صدور فرمانی توسط فرانسیسکو فرانکو استفاده از نام‌های خارجی برای تیم‌ها ممنوع شد و به دنبال آن، این باشگاه به اتلتیکو آویاسیون مادرید تغییر نام داد. در سال ۱۹۴۷، این باشگاه تصمیم گرفت قسمت نظامی را از نام خود حذف کند و نام فعلی آن یعنی کلوب اتلتیکو مادرید برای باشگاه تثبیت شد. در همان سال اتلتیکو ۵–۰ رئال مادرید را در متروپولیتانو شکست داد که بزرگ‌ترین پیروزی آنها در مقابل رقبای مادریدی تا به امروز بوده است.

### عصر طلایی (۱۹۶۵–۱۹۴۷)

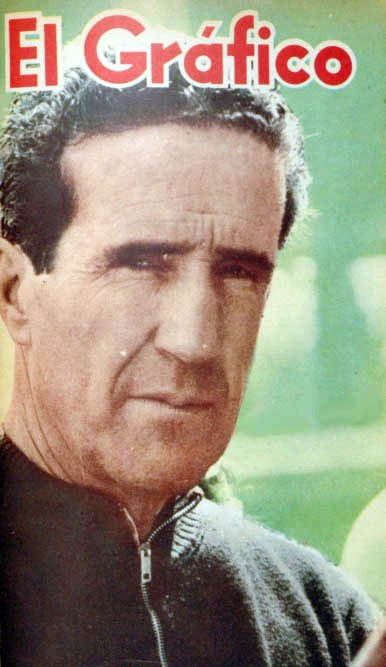
هلنیو هررا به عنوان سرمربی اتلتیکو دو عنوان قهرمانی لیگ را به دست آورد.

اتلتیکو با هدایت هلنیو هررا و با کمک لاربی بنبارک، در سال‌های ۱۹۵۰ و ۱۹۵۱ بار دیگر لا لیگا را فتح کرد. با کنار رفتن هررا در سال ۱۹۵۳، این باشگاه پشت سر رئال مادرید و بارسلونا قرار گرفت و در ادامه دهه ۱۹۵۰ تنها برای کسب عنوان سوم در لا لیگا با اتلتیک بیلبائو می‌جنگید.
در طی دهه‌های ۱۹۶۰ و ۱۹۷۰، اتلتیکو مادرید در کنار بارسلونا رقابت تنگاتنگی برای کسب جایگاه دوم داشت. در فصل ۵۸–۱۹۵۷ فردیناند دائوییک هدایت اتلتیکو را بر عهده گرفت و این تیم را به عنوان نایب قهرمانی لا لیگا رساند. از آنجا که رئال مادرید در آن فصل با کسب عنوان قهرمانی، سهمیه حضور مستقیم در جام باشگاه‌های اروپا ۵۹–۱۹۵۸ را به دست آورده بود، اتلتیکو به دور انتخابی آن رقابت‌ها راه یافت. با درخشش مهاجم برزیلی این تیم واوا و در کنار آن انریکه کویار، اتلتیکو پس از غلبه بر درامکوندرا، زسکا صوفیه و شالکه ۰۴ به نیمه نهایی رسید. در نیمه نهایی، آنها به مصاف رئال مادرید رفتند که بازی رفت در ورزشگاه سانتیاگو برنابئو، ۲–۱ به سود رئال خاتمه یافت. اتلتیکو در بازی برگشت این شکست را با پیروزی ۱–۰ جبران کرد. این تساوی سبب شد تا برای تعیین تیم پیروز، یک بازی تکراری به میزبانی ساراگوسا برگزار شود که پیروزی ۲–۱ رئال را به دنبال داشت.
اتلتیکو انتقام این شکست را با پیروزی در دو فینال پیاپی کوپا دل ری در سال‌های ۱۹۶۰ و ۱۹۶۱، با رهبری خوسه ویالونگا، مربی سابق رئال گرفت. در سال ۱۹۶۲ و در فینال جام در جام اروپا، اتلتیکو به مصاف فیورنتینا رفت که پس از تساوی ۱–۱ در بازی نخست، در بازی تکراری، با پیروزی ۳–۰ به قهرمانی دست یافت. این موفقیت برای باشگاه قابل توجه بود، چرا که جام برندگان جام اروپا تنها جام برجسته اروپایی بود که رئال مادرید هرگز به آن دست نیافته بود. سال بعد این باشگاه بار دیگر به فینال جام در جام اروپا راه پیدا کرد اما این بار با نتیجه ۵–۱ به حریف انگلیسی خود تاتنهام هاتسپر باخت. انریکه کویار، که در این دوران همچنان به عنوان یک بازیکن مؤثر به کار خود ادامه می‌داد، اکنون بازیکنانی مانند میگوئل یونز و هافبک بازیسازی چون آدلاردو را در کنار خود می‌دید.
بهترین سال‌های اتلتیکو مصادف با سلطه رئال مادرید بر لا لیگا بود. بین سال‌های ۱۹۶۱ و ۱۹۸۰، رئال مادرید در لالیگا ۱۴ بار قهرمان شد. در طول این دوران، تنها اتلتیکو بود که با کسب قهرمانی در سال‌های ۱۹۶۶، ۱۹۷۰، ۱۹۷۳ و ۱۹۷۷ و نایب قهرمانی در سه فصل ۱۹۶۱، ۱۹۶۳ و ۱۹۶۵، رئال را با چالشی جدی روبرو کرد. در طی این سال‌ها اتلتیکو سه بار موفق به کسب کوپا دل ری در ۱۹۶۵، ۱۹۷۲ و ۱۹۷۶ شد. در سال ۱۹۶۵، با وجود رقابت نزدیکی که برای کسب قهرمانی با رئال مادرید داشت، کار خود را رده دوم به پایان رساند، با این حال اتلتیکو اولین تیمی بود که توانست رئال را در برنابئو طی هشت سال گذشته شکست دهد.

### فینالیست‌های جام اروپا (۱۹۷۴–۱۹۶۵)
از بازیکنان مهم این دوران اتلتیکو، آدلاردو کهنه‌کار، لوییس آراگونس، خاویر ایرورتا و خوزه یولوگیو گاراته که سه بار در سال‌های ۱۹۶۹، ۱۹۷۰ و ۱۹۷۱ برنده جایزه پیچیچی شد، بودند. در دهه ۱۹۷۰، اتلتیکو چندین بازیکن آرژانتینی را نیز جذب کرد، روبن آیالا، پانادرو دیاز، رامون کاچو اردیا و همچنین خوان کارلوس لورنزو به عنوان مربی از جمله آنها بودند. لورنزو به انضباط تیمی، احتیاط و اخلال در بازی حریف اعتقاد داشت و اگرچه این شیوه او بحث‌برانگیز بود، اما روش‌های او با موفقیت همراه شد و پس از قهرمانی در لالیگا در سال ۱۹۷۳، این باشگاه به فینال جام اروپا ۱۹۷۴ رسید. در راه رسیدن به فینال، اتلتیکو گالاتاسرای، دینامو بخارست، ستاره سرخ بلگراد و سلتیک را از پیش روی برداشت. در دیدار رفت مرحله نیمه نهایی مقابل سلتیک، آیالا، دیاز و بازیکن تعویضی این تیم کیکه در جریان بازی، اخراج شدند. با وجود از دست دادن سه بازیکن، آنها موفق به تساوی ۰–۰ در خانه سلتیک شدند. در ادامه این رقابت‌ها و در بازی برگشت با گل‌های گاراته و آدلاردو ۲–۰ پیروز و راهی فینال شدند. بازی نهایی که ورزشگاه هیسل میزبان آن بود، با شکست اتلتیکو همراه شد. در مقابل تیم بایرن مونیخ که بازیکنانی چون فرانتس بکنباوئر، سپ مایر، پائول برایتنر، اولی هونس و گرد مولر را در اختیار داشت، اتلتیکو فراتر از حد انتظار بازی کرد. علی‌رغم محرومیت آیالا، دیاز و کیکه، این بازی در ۹۰ دقیقه معمول و در وقت‌های اضافه با نتیجه ۰–۰ مساوی پیش می‌رفت. هفت دقیقه مانده به پایان وقت‌های اضافه، اتلتیکو با یک ضربه ایستگاهی عالی از آراگونس، پیش افتاد. در حالی که به نظر می‌رسید جام در دستان اتلتیکو باشد، در آخرین دقیقه بازی، گئورگ شوارتزنبک، مدافع بایرن با یک ضربه خیره‌کننده از ۲۵ یاردی گل تساوی را به ثمر رساند که میگل رینا، دروازه‌بان اتلتیکو تنها نظاره‌گر آن بود. برای تعیین قهرمان دو روز دیگر و در تاریخ ۱۷ می ۱۹۷۴ یک بازی تکراری برگزار شد، که بایرن با دو گل از هونس و مولر با نتیجه ۴ بر ۰ پیروز شد.

### سال‌های آراگونس (۱۹۸۷–۱۹۷۴)

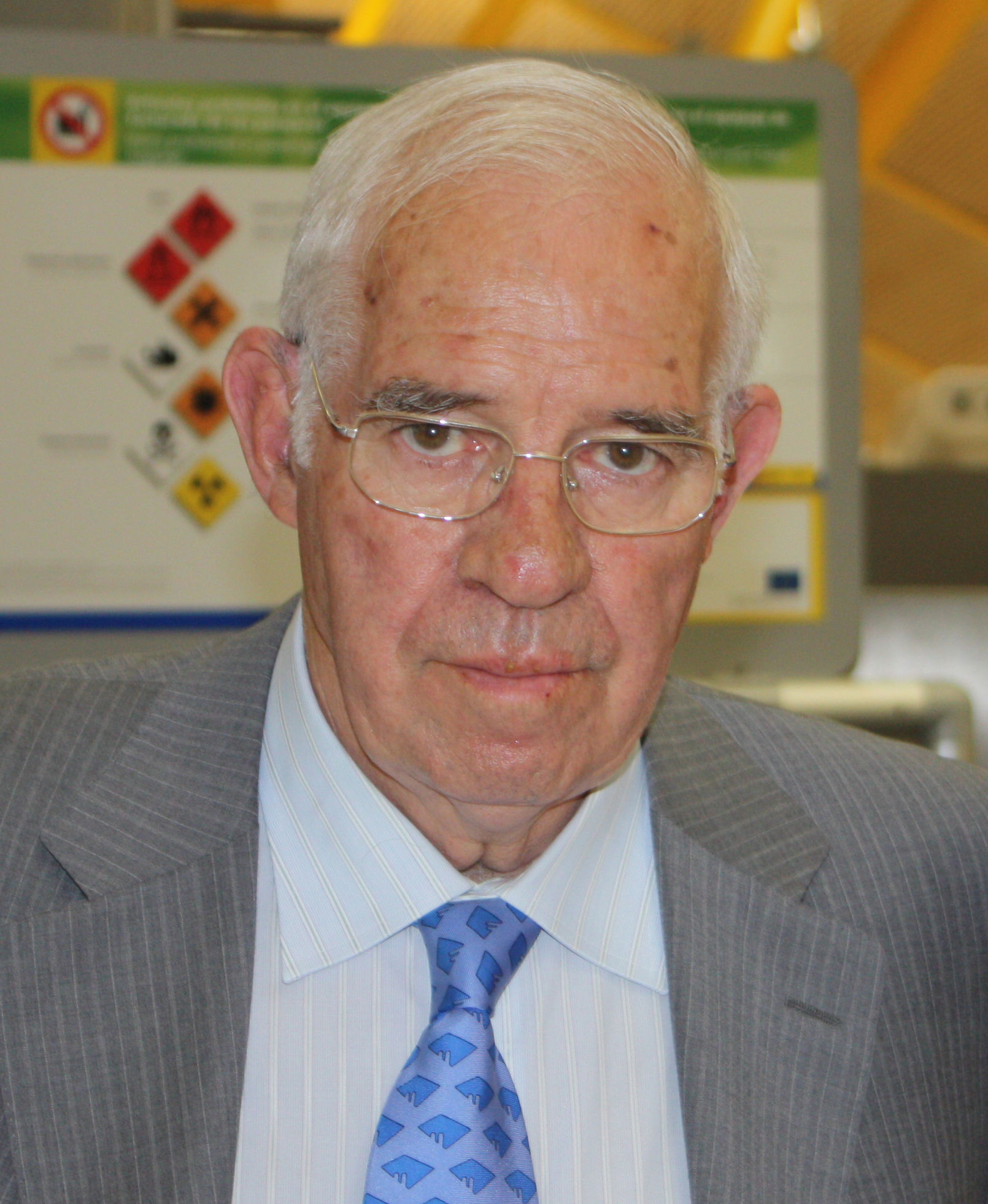
لوییس آراگونس، دومین گلزن برتر باشگاه اتلتیکو، با سابقه چهار بار مربیگری باشگاه با موفق‌ترین عملکرد.

اندکی پس از شکست در فینال جام اروپا ۱۹۷۴، اتلتیکو بازیکن پیشکسوت خود لوییس آراگونس را به عنوان سرمربی منصوب کرد. آراگونس در چهار بازه زمانی جداگانه، از ۱۹۷۴ تا ۱۹۸۰، از ۱۹۸۲ تا ۱۹۸۷، بار دیگر از ۱۹۹۱ تا ۱۹۹۳ و سرانجام از ۲۰۰۲ تا ۲۰۰۳ به عنوان سرمربی هدایت تیم را برعهده گرفت. اولین موفقیت او به سرعت حاصل شد چرا که بایرن مونیخ به سبب تراکم بازی‌های لیگ از حضور در جام بین قاره‌ای خودداری کرد، و به جای آن از اتلتیکو به عنوان نایب قهرمان جام اروپا دعوت شد. حریف آنها ایندپندینته از آرژانتین بود که پس از باخت ۱–۰ در بازی خارج از خانه مقابل این تیم، در بازی برگشت با گل‌های خاویر ایرورتا و روبن آیالا ۲–۰ پیروز شدند. به دنبال آن، آراگونس باشگاه را به موفقیت‌های بیشتری در کوپا دل ری ۱۹۷۶ و لالیگا ۱۹۷۷ رساند.
آراگونس در طی دوران دوم مسئولیت خود، باشگاه را در سال ۱۹۸۵ به نایب قهرمانی در لا لیگا و قهرمانی کوپا دل ری رساند. حضور بازیکنی مانند هوگو سانچز که ۱۹ گل در لیگ به ثمر رساند و برنده جایزه پیچیچی شد، برای آراگونس کمک قابل توجهی بود. سانچز در پیروزی ۲–۱ برابر اتلتیک بیلبائو در فینال جام حذفی نیز دو گل اتلتیکو را به ثمر رساند. با این حال سانچز برای فصل بعد به باشگاه رقیب، رئال مادرید پیوست. علیرغم از دست دادن سانچز، آراگونس در سال ۱۹۸۵ موفق شد سوپر جام اسپانیا را فتح کند و سپس تیم را به فینال جام برندگان جام اروپا در سال ۱۹۸۶ برساند. اگرچه اتلتیکو سومین فینال متوالی اروپایی خود را نیز از دست داد و با نتیجه ۳–۰ از دینامو کیف شکست خورد.

### دوران رادومیر آنتیچ (۲۰۰۵–۱۹۸۷)

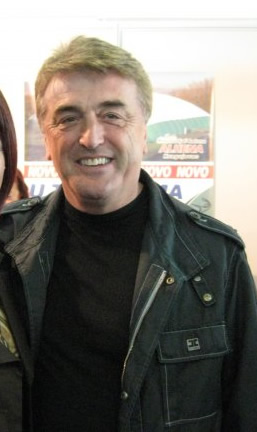
رادومیر آنتیچ در زمان مالکیت خسوس خیل در سه دوره، اتلتیکو را هدایت کرد و در سال ۱۹۹۶ قهرمانی در لیگ و جام حذفی را کسب کرد.

در سال ۱۹۸۷، سیاستمدار و تاجر پرحاشیه، خسوس خیل، ریاست باشگاه را برعهده گرفت، و تا زمان استعفایش در ماه مه ۲۰۰۳ آن را اداره کرد.
۱۰ سال از آخرین قهرمانی اتلتیکو در لا لیگا گذشته و دیگر از کسب موفقیت در لیگ ناامید شده بود. خیل، بلافاصله پس از نشستن بر صندلی ریاست، هزینه‌های زیادی را صرف کرد و تعدادی خرید گران‌قیمت انجام داد که از جمله آنها وینگر تیم پرتغال، پائولو فوتری بود که به تازگی همراه با پورتو قهرمان جام باشگاه‌های اروپا شده بود. با این حال، همه این هزینه‌ها، تنها دو قهرمانی پیاپی در کوپا دل ری ۱۹۹۱ و ۱۹۹۲ را برای تیم به ارمغان آورد و قهرمانی در لیگ دست نایافتنی شده بود. در سال ۱۹۹۱، اتلتیکو به کسب عنوان قهرمانی در لیگ نزدیک شده بود، اما در انتهای فصل با فاصله ۱۰ امتیازی نسبت به بارسلونای یوهان کرایف، نایب قهرمان شدند. خیل که به دنبال قهرمانی در لیگ بود، سرمربیان برجسته بسیاری را استخدام و سپس اخراج کرد، که از جمله آنها سزار لوییس منوتی، ران اتکینسون، خاویر کلمنته، تومیسلاو ایویچ، فرانسیسکو ماتورانا، آلفیو باسیله و نیز اسطوره باشگاه اتلتیکو، لوییس آراگونس بودند.
از اقدامات دیگر خسوس خیل تعطیلی آکادمی جوانان اتلتیکو در سال ۱۹۹۲ بود، این اقدام خیل از آن جهت قابل توجه است که باعث شد رائول ۱۵ ساله؛ که در آن زمان عضو آکادمی این باشگاه بود، از اتلتیکو جدا و به رقیب همشهری آنها، رئال ملحق شود و همراه با این تیم به شهرتی جهانی برسد. این حرکت خیل به عنوان بخشی از اصلاحات اقتصادی باشگاه شمرده می‌شد که او آغازگرش بود. اتلتیکو به یک شرکت عمومی محدود ورزشی تبدیل شد؛ یک ساختار مشارکتی که با کمک وضعیت حقوقی ویژه‌ای که به تازگی تحت قانون شراکت در اسپانیا معرفی شد، به افراد اجازه می‌داد تا سهام یک باشگاه را خریداری و معامله کنند.
در رقابت‌های لا لیگا ۹۵–۱۹۹۴، اتلتیکو تنها با کمک یک تساوی در آخرین روز فصل، توانست خود را از سقوط به دسته پایین‌تر نجات دهد. این امر موجب شد تا کادر مربیگری بار دیگر تغییر کند و بسیاری از بازیکنان تیم در پنجره نقل و انتقالات تابستان ۱۹۹۵ فروخته شوند. در فصل بعد، و در لا لیگا ۹۶–۱۹۹۵، رادومیر آنتیچ؛ سرمربی تازه‌وارد اتلتیکو، سرانجام توانست با تیمی که بازیکنان باقی‌مانده از جمله تونی، روبرتو سولوزابال، دلفی خِلی، خوان ویزکاینو، خوزه لوییس کامینرو، دیه‌گو سیمئونه، کیکو و همچنین بازیکنان جدیدی چون میلینکو پانتیچ، لوبوسلاو پنو، سانتی دنیا و خوزه فرانسیسکو مولینا را در اختیار داشت، قهرمانی لا لیگا و در کنار آن قهرمانی کوپا دل ری را به دست آورد.
در فصل ۹۷–۱۹۹۶، این باشگاه برای اولین بار در لیگ قهرمانان اروپا شرکت کرد. با توجه به جاه طلبی‌های خیل و انتظاراتی که از تیم آنتیچ بالا رفته بود، در طول نقل و انتقالات تابستانی، خوان اسنایدر مهاجم رئال مادرید و رادک بیبل؛ که در یورو ۱۹۹۶ برای جمهوری چک نمایش فوق‌العاده‌ای داشت، خریداری شدند. اتلتیکو که در دو جبهه لیگ داخلی و لیگ قهرمانان رقابت می‌کرد نتوانست خود را در جمع مدعیان لا لیگا حفظ کند و در مرحله یک چهارم نهایی از لیگ قهرمانان، در وقت‌های اضافه بازی برگشت توسط آژاکس حذف شد. پیش از آغاز فصل ۹۸–۱۹۹۷ لا لیگا، هزینه‌های سنگین بیشتری برای خرید کریستین ویری و جونینیو پرداخت شد. موفقیت‌های اخیر تیم، تغییر چندانی در استراتژی کلی خیل ایجاد نکرد و اگرچه آنتیچ در سه دوره متوالی مسئولیت خود را حفظ کرد، اما در تابستان ۱۹۹۸ برکنار و آریگو ساکی جایگزین او شد، که خود او نیز تنها شش ماه بر صندلی داغ مربیگری اتلتیکو دوام آورد. در اوایل سال ۱۹۹۹، آنتیچ بار دیگر و به مدت کوتاهی به تیم بازگشت و در پایان فصل، کلودیو رانیری به جای او منصوب شد. فصل ۲۰۰۰–۱۹۹۹ برای اتلتیکو فاجعه بار بود. در دسامبر سال ۱۹۹۹، در جریان تحقیقاتی که در مورد سوءاستفاده از بودجه باشگاه صورت گرفته بود، خیل و هیئت مدیره‌اش به حال تعلیق درآمدند و خوزه مانوئل روبی که توسط دولت منصوب شده بود، مدیریت امور اتلتیکو را به عهده گرفت. به دنبال برکناری رئیس باشگاه و هیئت مدیره‌اش، بازیکنان عملکرد ضعیفی در آن فصل داشتند و باشگاه به هم ریخت. در حالی که اتلتیکو در رده هفدهم از ۲۰ تیم جدول لیگ قرار داشت و در سراشیبی سقوط بود، رانیری استعفای خود را واگذار کرد. آنتیچ، برای سومین بار مربی تیم و جایگزین رانیری شد، اما نتوانست مانع از اتفاق حتمی شود و با وجود صعود به فینال کوپا دل ری در سال ۲۰۰۰، اتلتیکو سقوط کرد.
اتلتیکو دو فصل را در دسته سگوندا دیویسیون گذراند و پس از قهرمانی در فصل ۰۲–۲۰۰۱، با هدایت لوییس آراگونس؛ که چهارمین و آخرین دوران حضورش به عنوان سرمربی را برای این تیم سپری می‌کرد، بار دیگر به لا لیگا بازگشت. پیش از این و در سال ۲۰۰۱ تنها به خاطر تفاضل گل کمتر نسبت به تنریف، در جایگاه چهارم جدول ایستاد و از جمع سه تیم صعودکننده به دسته اول بازماند. او همچنین در طول فصل بعد نیز تیم را مربیگری کرد و این فرصت را به فرناندو تورس ۱۸ ساله داد تا اولین حضورش در لالیگا را تجربه کند.

### عصر خاویر آگیره (۲۰۰۹–۲۰۰۶)
در سال ۲۰۰۶، اتلتیکو دو هافبک پرتغالی کاستینا و مانیش و همچنین مهاجم آرژانتینی، سرخیو آگوئرو را به خدمت گرفت. در ژوئیه ۲۰۰۷، فرناندو تورس با ۳۸ میلیون یورو این باشگاه را به مقصد لیورپول ترک کرد و در همین حال لوئیز گارسیا در یک انتقال جداگانه راهی مادرید شد. این باشگاه همچنین ملی پوش اروگوئه‌ای و دارنده کفش طلای اروپا و برنده جایزه پیچیچی، دیگو فورلان را با قیمت تقریبی ۲۱ میلیون یورو از ویارئال خریداری کرد. سیمائو سابروزا، وینگر پرتغالی بنفیکا با مبلغ ۲۰ میلیون یورو و وینگر آرسنال، خوزه آنتونیو ریس که با رقم ۱۲ میلیون یورو خریداری شد، از دیگر بازیکنانی بودند که به تیم اضافه شدند.
در ژوئیه ۲۰۰۷، هیئت مدیره اتلتیکو با شهرداری مادرید به توافق رسید تا زمینی که ورزشگاه آنها در آن واقع شده بود را بفروشند و باشگاه را به ورزشگاه المپیک که متعلق به شهر مادرید بود منتقل کنند. با این حال، ورزشگاه در سال ۲۰۱۶ به مالکیت این باشگاه درآمد. مادرید برای میزبانی بازی‌های المپیک ۲۰۱۶ درخواست داده بود که در نهایت قافیه را به ریو دو ژانیرو باخت.

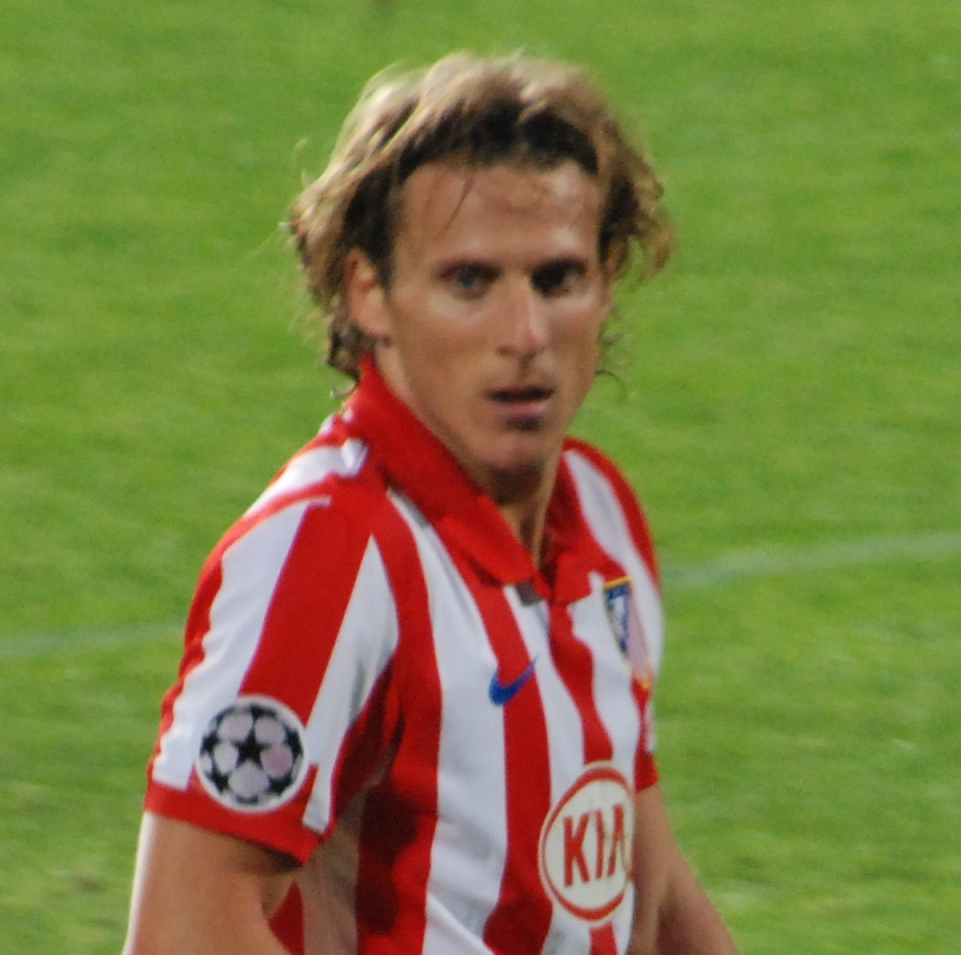
دیگو فورلان ۳۲ گل در لالیگا برای اتلتیکو در فصل ۰۹–۲۰۰۸ به ثمر رساند که او را به بهترین گلزن اسپانیا و اروپا تبدیل کرد.

فصل ۰۸–۲۰۰۷ موفق‌ترین فصل در دهه گذشته برای این باشگاه بود. این تیم در جام یوفا تا مرحله یک-هشتم نهایی صعود کرد و در آنجا مغلوب بولتون واندررز شد. آنها همچنین به مرحله یک-چهارم نهایی کوپا دل ری رسیدند که توسط قهرمان نهایی این رقابت‌ها، والنسیا شکست خوردند. دستاورد مهم‌تر برای اتلتیکو در آن فصل، کسب مقام چهارم در لا لیگا بود که سبب شد برای اولین بار پس از فصل ۹۷–۱۹۹۶ به لیگ قهرمانان اروپا راه پیدا کنند.
در ۳ فوریه ۲۰۰۹، خاویر آگیره، پس از شروع ضعیفی که در آن فصل داشت و نتوانست در شش بازی نخست به پیروزی دست پیدا کند، از سمت خود به عنوان سرمربی برکنار شد. وی بعداً مدعی شد که پیش از آنکه اخراج شود، با فسخ متقابل قرارداد این تیم را ترک کرده است. اخراج او، یک نارضایتی عمومی را به وجود آورد و بسیاری معتقد بودند که او علت مشکلات اتلتیکو نبوده است. در این میان دیگو فورلان به حمایت از مربی سابق خود برآمد و گفت: «اخراج خاویر راحت‌ترین کار بود، اما او دلیل مشکلات ما نبود. بازیکنان مقصر هستند زیرا ما خوب بازی نکردیم و اشتباهات زیادی مرتکب شدیم.» این امر منجر به انتصاب آبل رسینو به عنوان سرمربی جدید اتلتیکو شد.
اتلتیکو در ادامه فصل عملکرد موفقی داشت و در پایان، با نشستن در خانه چهارم جدول لیگ، سهمیه حضور در مرحله پلی‌آف لیگ قهرمانان اروپا را به خود اختصاص داد. مهاجم این تیم، دیگو فورلان پس از به ثمر رساندن ۳۲ گل برای اتلتیکو در آن فصل جایزه پیچیچی و همچنین کفش طلای اروپا را بار دیگر به دست آورد. اتلتیکو این موفقیت داخلی را فرصتی برای تقویت تیم خود برای فصل آینده لیگ قهرمانان دانست. آنها داوید د خیا را از رده جوانان جایگزین دروازه‌بان کهنه کارشان لئو فرانکو کردند و بازیکن جوان و آینده دار رئال وایادولید، سرجیو آسنجو را به خدمت گرفتند. اتلتیکو همچنین مدافع رئال بتیس و بازیکن ملی پوش اسپانیایی، خوانیتو را در یک انتقال رایگان خریداری کرد. علیرغم فشار باشگاه‌های بزرگ برای خرید بازیکنان ستاره‌ای چون آگوئرو و فورلان، اتلتیکو همچنان به حفظ خط حمله قوی خود امیدوار بود تا در فصل جدید عملکرد موفقی داشته باشد.
با این وجود، فصل ۱۰–۲۰۰۹ با شکست‌ها و گل‌های خورده بسیار، برای اتلتیکو ضعیف آغاز شد. در ۲۱ اکتبر، اتلتیکو در مرحله گروهی لیگ قهرمانان اروپا توسط چلسی انگلیس با نتیجه ۴–۰ در هم کوبیده شد. این شکست باعث شد تا مدیران اتلتیکو اعلام کنند، سرمربی تیم، آبل رسینو باید این باشگاه را ترک کند. بعد از عدم موفقیت در جذب میکل لادروپ، فوتبالیست سابق دانمارکی، اتلتیکو مادرید رسماً اعلام کرد که سرمربی جدید اتلتیکو در ادامه فصل بازیکن سابق این تیم، کیکه فلورس خواهد بود.

### موفقیت در لا لیگا و رقابت‌های اروپایی (حال–۲۰۰۹)

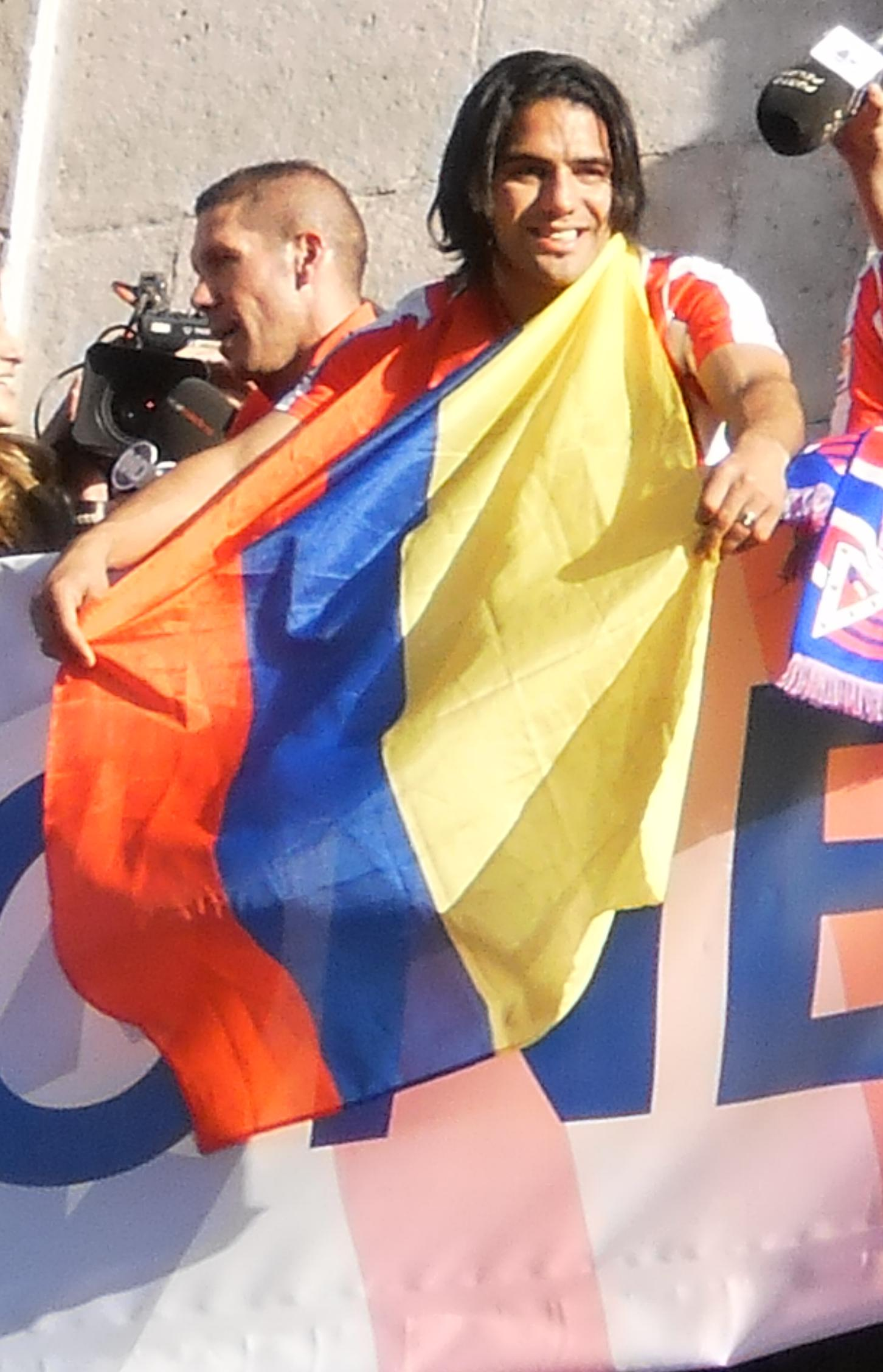
رادامل فالکائو در جشن این باشگاه پس از قهرمانی در فینال لیگ اروپا ۲۰۱۲. فالکائو دو گل اتلتیکو را در پیروزی سه بر صفر این تیم مقابل بیلبائو به ثمر رساند.

با آمدن کیکه سانچز فلورس به عنوان مربی در اکتبر ۲۰۰۹، اتلتیکو شاهد تغییر بزرگی بود. اگرچه آنها در طول فصل ۱۰–۲۰۰۹ تا حدی در لالیگا عقب ماندند و نهایتاً در مکان نهم جدول قرار گرفتند، اما با کسب جایگاه سوم در گروه D از مرحله گروهی لیگ قهرمانان اروپا ۱۰–۲۰۰۹ به جمع ۳۲ تیم مرحله یک‌شانزدهم نهایی لیگ اروپا راه پیدا کردند. بعد از پشت سر گذاشتن گالاتاسرای، اسپورتینگ و والنسیا، با غلبه بر لیورپول در مرحله نیمه‌نهایی، به مصاف فولام در بازی نهایی رفتند. این بازی که در فولکسپارک‌اشتادیون شهر هامبورگ و به تاریخ ۱۲ مه ۲۰۱۰ برگزار شد با دو گلی که در نیمه نخست از وقت‌های معمول زده شد به تساوی ۱–۱ رسید. در نیمه دوم از وقت‌های اضافه و چهار دقیقه مانده به پایان بازی، گل دقیقه ۱۱۶ دیگو فورلان قهرمانی را برای اتلتیکو مادرید به ارمغان آورد.
از زمان جام در جام اروپا ۶۲–۱۹۶۱، این اولین عنوان قهرمانی اتلتیکو در رقابت‌های اروپایی بود. در کنار آن و در ۱۹ مه ۲۰۱۰ به فینال کوپا دل ری نیز رسیدند و با میزبانی نیوکمپ بارسلونا رو در روی سویا قرار گرفتند اما با نتیجه ۲–۰ شکست خوردند. پس از قهرمانی در لیگ اروپا، به همراه اینترمیلان به عنوان قهرمان لیگ قهرمانان در سوپر جام اروپا ۲۰۱۰ شرکت کردند. این بازی به تاریخ ۲۷ اوت ۲۰۱۰ و در ورزشگاه لویی دوم در شهر موناکو برگزار شد. اتلتیکو با دو گل خوزه آنتونیو ریس و سرخیو آگوئرو پیروز و برای اولین بار قهرمان سوپرجام اروپا شد.
اتلتیکو در فصل ۱۱–۲۰۱۰ عملکرد نسبتاً ناامیدکننده‌ای داشت و در لیگ تنها به جایگاه هفتم بسنده کرد. در محله یک چهارم نهایی از رقابت‌های کوپا دل ری و همچنین از مرحله گروهی لیگ اروپا حذف شد. این نتایج ضعیف در نهایت منجر شد تا قبل از آنکه فصل به پایان رسد کیکه از تیم جدا و مربی سابق سویا؛ گرگوریو مانزانو جایگزینش شود که در نهایت توانست سهمیه حضور در دور سوم مقدماتی لیگ اروپا را برای اتلتیکو فراهم کند. خود مانزانو در دسامبر ۲۰۱۱ پس از یک شروع ضعیف در لا لیگا ۱۲–۲۰۱۱ با دیگو سیمئونه جایگزین شد.
سه سال پس از ایجاد لیگ اروپا، اتلتیکو با هدایت سیمئونه دومین قهرمانی خود را در این مسابقات کسب کرد و در فینال ۹ مه ۲۰۱۲ که در ورزشگاه ملی رومانی شهر بخارست برگزار شد، با دو گل از رادامل فالکائو و تک گل دیگو، اتلتیک بیلبائو را ۳–۰ شکست داد. به دنبال این قهرمانی در لیگ اروپا، اتلتیکو در سوپر جام اروپا ۲۰۱۲ به مصاف چلسی به عنوان قهرمان فصل قبل لیگ قهرمانان اروپا رفت. این دیدار به تاریخ ۳۱ اوت ۲۰۱۲ و در ورزشگاه لویی دوم شهر موناکو برگزار شد. اتلتیکو با هت-تریک فالکائو در نیمه اول و تک گل میراندا در نیمه دوم، ۴–۱ پیروز و قهرمان سوپر جام شد. در ۱۷ مه ۲۰۱۳، اتلتیکو در فینال کوپا دل ری ۲۰۱۳ و در یک بازی پرتنش که با اخراج یک بازیکن از هر دو تیم همراه بود، رئال مادرید را با نتیجه ۲–۱ شکست داد. این پیروزی خاتمه‌ای بر یک سریال ۱۴ ساله از ۲۵ بازی بدون برد در دربی مادرید برای اتلتیکو بود. فصل ۱۳–۲۰۱۲ برای اتلتیکو با سه جام به پایان رسید.

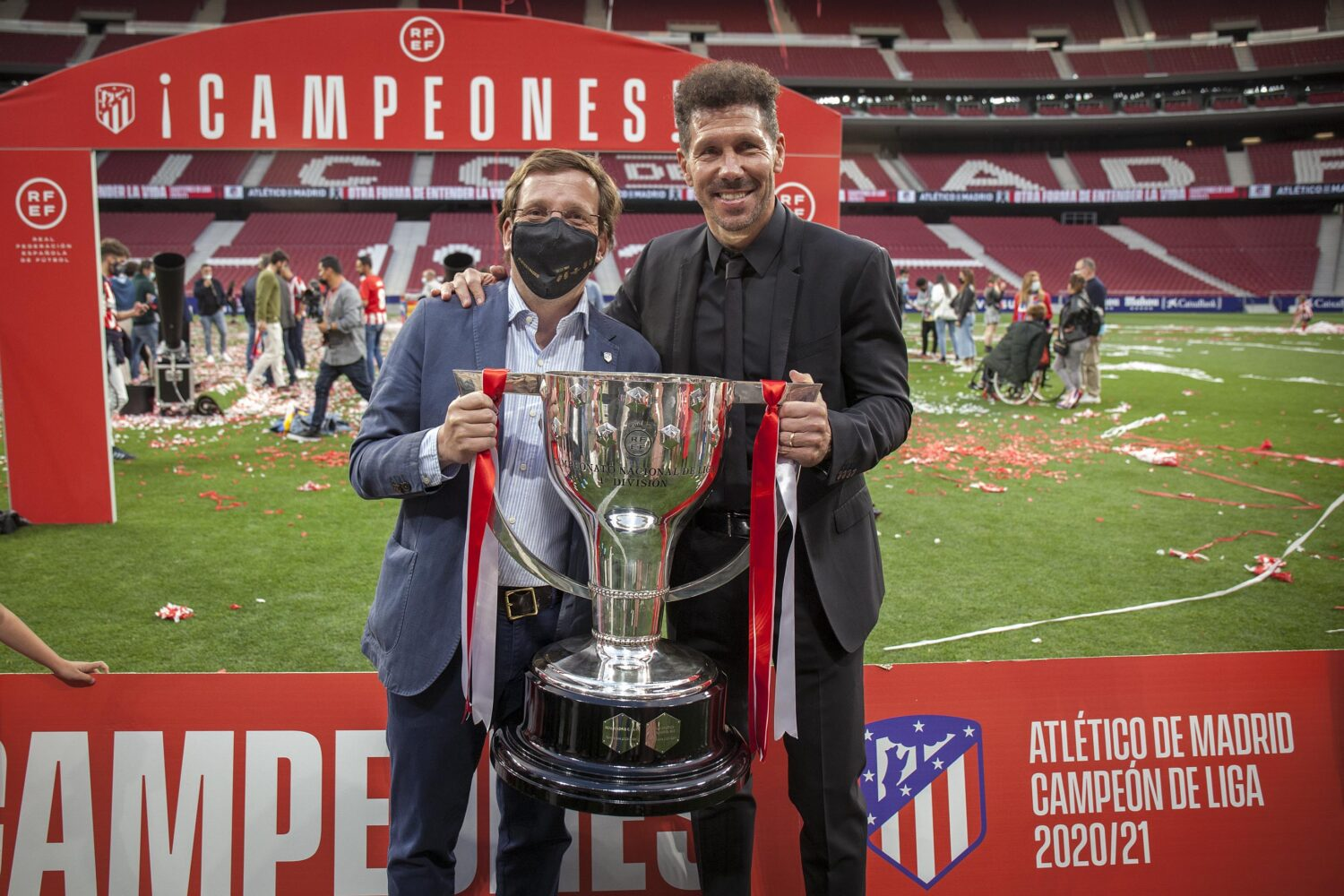
جام لا لیگا در دستان سیمئونه؛ ۲۳ مه ۲۰۲۱

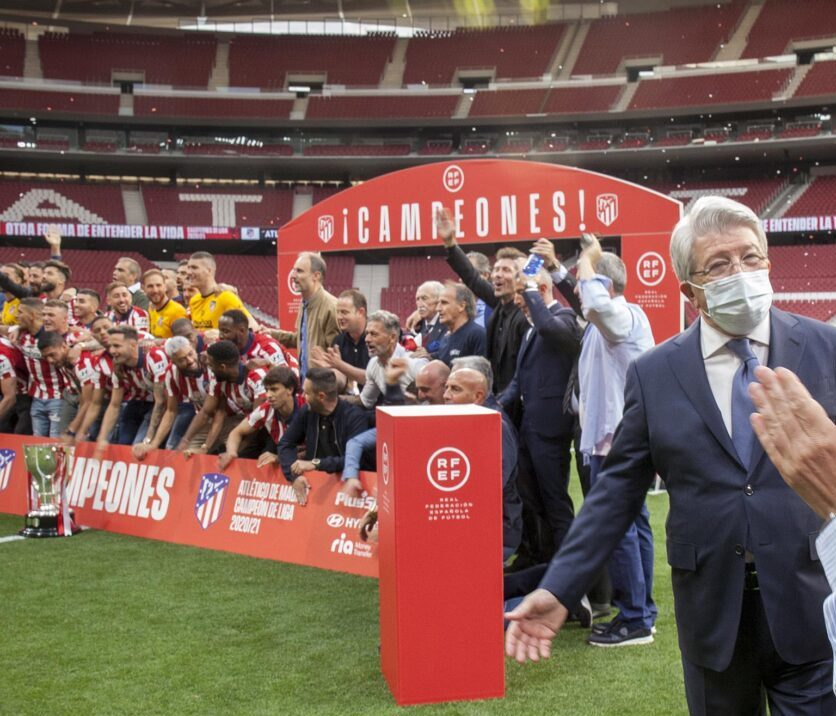
بازیکنان اتلیتکو مادرید در جشن قهرمانی فصل ۲۱–۲۰۲۰ لالیگا در ورزشگاه متروپولیتانو

در ۱۷ مه ۲۰۱۴ و در هفته آخر از لا لیگا ۱۴–۲۰۱۳، اتلتیکو توانست پس از یک تساوی ۱–۱ مقابل بارسلونا، برای اولین بار پس از سال ۱۹۹۶، بار دیگر طعم قهرمانی را در لا لیگا تجربه کند. از فصل ۰۴–۲۰۰۳، نخستین بار بود که تیمی جز بارسلونا یا رئال مادرید، عنوان قهرمانی را در لیگ تصاحب می‌کند. یک هفته بعد، اتلتیکو در اولین فینال خود در لیگ قهرمانان پس از سال ۱۹۷۴ به مصاف رئال مادرید رفت که اولین فینال بین دو تیم از یک شهر نیز بود. اتلتیکو در نیمه اول و با گل دقیقه ۳۶ از دیه‌گو گودین پیش افتاد و تا دقیقه سوم از وقت‌های اضافهٔ نیمه دوم برتری خود را حفظ کرد. در نهایت ضربه سر سرخیو راموس به توپ ارسالی از کرنر بازی را به تساوی کشاند. رئال با سه گل از بیل، مارسلو و رونالدو در نیمه دوم از وقت‌های اضافه ۴–۱ پیروز شد و فرصت کسب اولین قهرمانی را در لیگ قهرمانان از اتلتیکو گرفت. اتلتیکو بار دیگر و در فصل ۱۶–۲۰۱۵ خود را به فینال رساند و بار دیگر رئال مادرید را سد قهرمانی خود دید. پس از تساوی ۱–۱ در نود دقیقه وقت معمول بازی و تساوی بدون گل در وقت‌های اضافه، اتلتیکو ضربات پنالتی را با نتیجه ۵ بر ۳ واگذار کرد. در سال ۲۰۱۸ برای سومین بار به فینال لیگ اروپا راه پیدا کردند و حریف المپیک مارسی شدند. اتلتیکو در این بازی که در ورزشگاه پارک المپیک لیون برگزار شد با دو گل از گریزمان و گل دقیقه ۸۹ کاپیتان تیم، گابی که آخرین بازی خود را برای اتلتیکو انجام می‌داد، ۳–۰ پیروز شد و سومین جام خود را در لیگ اروپا فتح کرد. در ابتدای فصل بعد، سوپر جام اروپا ۲۰۱۸ با حضور دو تیم اتلتیکو مادرید به عنوان قهرمان لیگ اروپا و رئال مادرید، قهرمان لیگ قهرمانان اروپا در ورزشگاه آ. له کوک آرنای شهر تالین برگزار شد. اتلتیکو با پیروزی ۴–۲ در این بازی، یک سوپرجام دیگر را به جمع تالار افتخاراتش افزود. در ۲۲ مه ۲۰۲۱ و با پیروزی ۱–۲ در ورزشگاه خوزه زوریلا مقابل وایادولید، هفت سال پس از آخرین قهرمانی‌شان، برای یازدهمین بار قهرمان لا لیگا شدند.

## بازیکنان
تا تاریخ ۳ فوریه ۲۰۲۵
| شماره |          | پست       | بازیکن                       |
| ----- | -------- | --------- | ---------------------------- |
| ۱     | آرژانتین | دروازه‌بان | خوان موسو (قرضی از آتالانتا) |
| ۲     | اروگوئه  | مدافع     | خوزه خیمنز (کاپیتان سوم)     |
| ۳     | اسپانیا  | مدافع     | سزار آزپیلیکوئتا             |
| ۴     | انگلستان | هافبک     | کانر گلگر                    |
| ۵     | آرژانتین | هافبک     | رودریگو د پائول              |
| ۶     | اسپانیا  | هافبک     | کوکه (کاپیتان)               |
| ۷     | فرانسه   | مهاجم     | آنتوان گریزمن                |
| ۸     | اسپانیا  | هافبک     | پابلو باریوس                 |
| ۹     | نروژ     | مهاجم     | الکساندر سورلوث              |
| ۱۰    | آرژانتین | مهاجم     | آنخل کوره‌آ                   |
| ۱۱    | فرانسه   | هافبک     | توما لمار                    |
| ۱۲    | برزیل    | هافبک     | ساموئل لینو                  |

| شماره |          | پست       | بازیکن                         |
| ----- | -------- | --------- | ------------------------------ |
| ۱۳    | اسلوونی  | دروازه‌بان | یان اوبلاک (کاپیتان دوم)       |
| ۱۴    | اسپانیا  | هافبک     | مارکوس یورنته                  |
| ۱۵    | فرانسه   | مدافع     | کلمون لنگله (قرضی از بارسلونا) |
| ۱۶    | آرژانتین | مدافع     | ناهوئل مولینا                  |
| ۱۷    | اسپانیا  | هافبک     | رودریگو ریکوئلمه رچه           |
| ۱۹    | آرژانتین | مهاجم     | جولیان آلوارز                  |
| ۲۰    | بلژیک    | مدافع     | اکسل ویتسل                     |
| ۲۱    | اسپانیا  | مدافع     | خاوی گلن                       |
| ۲۲    | آرژانتین | مهاجم     | جیولیانو سیمئونه               |
| ۲۳    | موزامبیک | مدافع     | رینیلدو مانداوا                |
| ۲۴    | اسپانیا  | مدافع     | رابین لو نورماند               |

## عملکرد در لیگ و جام حذفی

### فصل به فصل
| فصل     | دسته | لیگ     | رتبه | کوپا دل‌ری |
| ------- | ---- | ------- | ---- | --------- |
| ۲۹–۱۹۲۸ | ۱    | لا لیگا | ۶ام  | م. ۱/۴    |
| ۳۰–۱۹۲۹ | ۱    | لا لیگا | ۱۰ام | م. ۱/۱۶   |
| ۳۱–۱۹۳۰ | ۲    | سگوندا  | سوم  | م. ۱/۱۶   |
| ۳۲–۱۹۳۱ | ۲    | سگوندا  | سوم  | م. ۱/۸    |
| ۳۳–۱۹۳۲ | ۲    | سگوندا  | دوم  | م. ۱/۸    |
| ۳۴–۱۹۳۳ | ۲    | سگوندا  | دوم  | م. ۱/۱۶   |
| ۳۵–۱۹۳۴ | ۱    | لا لیگا | ۷ام  | م. ۱/۴    |
| ۳۶–۱۹۳۵ | ۱    | لا لیگا | ۱۱ام | م. ۱/۱۶   |
| ۴۰–۱۹۳۹ | ۱    | لا لیگا | اول  | م. ۱/۸    |
| ۴۱–۱۹۴۰ | ۱    | لا لیگا | اول  | م. ۱/۴    |
| ۴۲–۱۹۴۱ | ۱    | لا لیگا | سوم  | م. ۱/۴    |
| ۴۳–۱۹۴۲ | ۱    | لا لیگا | ۸ام  | م. ۱/۴    |
| ۴۴–۱۹۴۳ | ۱    | لا لیگا | دوم  | ن. نهایی  |
| ۴۵–۱۹۴۴ | ۱    | لا لیگا | سوم  | م. ۱/۴    |
| ۴۶–۱۹۴۵ | ۱    | لا لیگا | ۷ام  | م. ۱/۴    |
| ۴۷–۱۹۴۶ | ۱    | لا لیگا | سوم  | م. ۱/۴    |
| ۴۸–۱۹۴۷ | ۱    | لا لیگا | سوم  | م. ۱/۴    |
| ۴۹–۱۹۴۸ | ۱    | لا لیگا | ۴ام  | م. ۱/۴    |
| ۵۰–۱۹۴۹ | ۱    | لا لیگا | اول  | م. ۱/۴    |
| ۵۱–۱۹۵۰ | ۱    | لا لیگا | اول  | م. ۱/۴    |

| فصل     | دسته | لیگ     | رتبه | کوپا دل‌ری |
| ------- | ---- | ------- | ---- | --------- |
| ۵۲–۱۹۵۱ | ۱    | لا لیگا | ۴ام  | م. ۱/۸    |
| ۵۳–۱۹۵۲ | ۱    | لا لیگا | ۸ام  | ن. نهایی  |
| ۵۴–۱۹۵۳ | ۱    | لا لیگا | ۱۱ام | م. ۱/۸    |
| ۵۵–۱۹۵۴ | ۱    | لا لیگا | ۸ام  | م. ۱/۸    |
| ۵۶–۱۹۵۵ | ۱    | لا لیگا | ۵ام  | ن. قهرمان |
| ۵۷–۱۹۵۶ | ۱    | لا لیگا | ۵ام  | م. ۱/۸    |
| ۵۸–۱۹۵۷ | ۱    | لا لیگا | دوم  | م. ۱/۸    |
| ۵۹–۱۹۵۸ | ۱    | لا لیگا | ۵ام  | م. ۱/۴    |
| ۶۰–۱۹۵۹ | ۱    | لا لیگا | ۵ام  | قهرمان    |
| ۶۱–۱۹۶۰ | ۱    | لا لیگا | دوم  | قهرمان    |
| ۶۲–۱۹۶۱ | ۱    | لا لیگا | سوم  | م. ۱/۱۶   |
| ۶۳–۱۹۶۲ | ۱    | لا لیگا | دوم  | م. ۱/۴    |
| ۶۴–۱۹۶۳ | ۱    | لا لیگا | ۷ام  | ن. قهرمان |
| ۶۵–۱۹۶۴ | ۱    | لا لیگا | دوم  | قهرمان    |
| ۶۶–۱۹۶۵ | ۱    | لا لیگا | اول  | م. ۱/۴    |
| ۶۷–۱۹۶۶ | ۱    | لا لیگا | ۴ام  | م. ۱/۴    |
| ۶۸–۱۹۶۷ | ۱    | لا لیگا | ۶ام  | ن. نهایی  |
| ۶۹–۱۹۶۸ | ۱    | لا لیگا | ۶ام  | م. ۱/۴    |
| ۷۰–۱۹۶۹ | ۱    | لا لیگا | اول  | شرکت‌نکرد. |
| ۷۱–۱۹۷۰ | ۱    | لا لیگا | سوم  | ن. نهایی  |

| فصل     | دسته | لیگ     | رتبه | کوپا دل‌ری |
| ------- | ---- | ------- | ---- | --------- |
| ۷۲–۱۹۷۱ | ۱    | لا لیگا | ۴ام  | قهرمان    |
| ۷۳–۱۹۷۲ | ۱    | لا لیگا | اول  | م. ۱/۱۶   |
| ۷۴–۱۹۷۳ | ۱    | لا لیگا | دوم  | ن. نهایی  |
| ۷۵–۱۹۷۴ | ۱    | لا لیگا | ۶ام  | ن. نهایی  |
| ۷۶–۱۹۷۵ | ۱    | لا لیگا | سوم  | قهرمان    |
| ۷۷–۱۹۷۶ | ۱    | لا لیگا | اول  | م. ۱/۸    |
| ۷۸–۱۹۷۷ | ۱    | لا لیگا | ۶ام  | م. ۱/۴    |
| ۷۹–۱۹۷۸ | ۱    | لا لیگا | سوم  | م. ۱/۳۲   |
| ۸۰–۱۹۷۹ | ۱    | لا لیگا | ۱۳ام | ن. نهایی  |
| ۸۱–۱۹۸۰ | ۱    | لا لیگا | سوم  | م. ۱/۸    |
| ۸۲–۱۹۸۱ | ۱    | لا لیگا | ۸ام  | م. ۱/۴    |
| ۸۳–۱۹۸۲ | ۱    | لا لیگا | سوم  | م. ۱/۳۲   |
| ۸۴–۱۹۸۳ | ۱    | لا لیگا | ۴ام  | م. ۱/۸    |
| ۸۵–۱۹۸۴ | ۱    | لا لیگا | دوم  | قهرمان    |
| ۸۶–۱۹۸۵ | ۱    | لا لیگا | ۵ام  | م. ۱/۴    |
| ۸۷–۱۹۸۶ | ۱    | لا لیگا | ۷ام  | ن. قهرمان |
| ۸۸–۱۹۸۷ | ۱    | لا لیگا | سوم  | م. ۱/۴    |
| ۸۹–۱۹۸۸ | ۱    | لا لیگا | ۴ام  | ن. نهایی  |
| ۹۰–۱۹۸۹ | ۱    | لا لیگا | ۴ام  | م. ۱/۸    |
| ۹۱–۱۹۹۰ | ۱    | لا لیگا | دوم  | قهرمان    |

| فصل       | دسته | لیگ     | رتبه | کوپا دل‌ری |
| --------- | ---- | ------- | ---- | --------- |
| ۹۲–۱۹۹۱   | ۱    | لا لیگا | سوم  | قهرمان    |
| ۹۳–۱۹۹۲   | ۱    | لا لیگا | ۶ام  | م. ۱/۸    |
| ۹۴–۱۹۹۳   | ۱    | لا لیگا | ۱۲ام | م. ۱/۸    |
| ۹۵–۱۹۹۴   | ۱    | لا لیگا | ۱۴ام | م. ۱/۴    |
| ۹۶–۱۹۹۵   | ۱    | لا لیگا | اول  | قهرمان    |
| ۹۷–۱۹۹۶   | ۱    | لا لیگا | ۵ام  | م. ۱/۴    |
| ۹۸–۱۹۹۷   | ۱    | لا لیگا | ۷ام  | م. ۱/۸    |
| ۹۹–۱۹۹۸   | ۱    | لا لیگا | ۱۳ام | ن. قهرمان |
| ۲۰۰۰–۱۹۹۹ | ۱    | لا لیگا | ۱۹ام | ن. قهرمان |
| ۰۱–۲۰۰۰   | ۲    | سگوندا  | ۴ام  | ن. نهایی  |
| ۰۲–۲۰۰۱   | ۲    | سگوندا  | اول  | م. ۱/۳۲   |
| ۰۳–۲۰۰۲   | ۱    | لا لیگا | ۱۲ام | م. ۱/۴    |
| ۰۴–۲۰۰۳   | ۱    | لا لیگا | ۷ام  | م. ۱/۴    |
| ۰۵–۲۰۰۴   | ۱    | لا لیگا | ۱۱ام | ن. نهایی  |
| ۰۶–۲۰۰۵   | ۱    | لا لیگا | ۱۰ام | م. ۱/۸    |
| ۰۷–۲۰۰۶   | ۱    | لا لیگا | ۷ام  | م. ۱/۸    |
| ۰۸–۲۰۰۷   | ۱    | لا لیگا | ۴ام  | م. ۱/۴    |
| ۰۹–۲۰۰۸   | ۱    | لا لیگا | ۴ام  | م. ۱/۸    |
| ۱۰–۲۰۰۹   | ۱    | لا لیگا | ۹ام  | ن. قهرمان |
| ۱۱–۲۰۱۰   | ۱    | لا لیگا | ۷ام  | م. ۱/۴    |

| فصل     | دسته | لیگ     | رتبه | کوپا دل‌ری |
| ------- | ---- | ------- | ---- | --------- |
| ۱۲–۲۰۱۱ | ۱    | لا لیگا | ۵ام  | م. ۱/۱۶   |
| ۱۳–۲۰۱۲ | ۱    | لا لیگا | سوم  | قهرمان    |
| ۱۴–۲۰۱۳ | ۱    | لا لیگا | اول  | ن. نهایی  |
| ۱۵–۲۰۱۴ | ۱    | لا لیگا | سوم  | م. ۱/۴    |
| ۱۶–۲۰۱۵ | ۱    | لا لیگا | سوم  | م. ۱/۴    |
| ۱۷–۲۰۱۶ | ۱    | لا لیگا | سوم  | ن. نهایی  |
| ۱۸–۲۰۱۷ | ۱    | لا لیگا | دوم  | م. ۱/۴    |
| ۱۹–۲۰۱۸ | ۱    | لا لیگا | دوم  | م. ۱/۸    |
| ۲۰–۲۰۱۹ | ۱    | لا لیگا | سوم  | م. ۱/۱۶   |
| ۲۱–۲۰۲۰ | ۱    | لا لیگا | اول  | م. ۱/۳۲   |
| ۲۲–۲۰۲۱ | ۱    | لا لیگا |      |           |

## عملکرد در رقابت‌های بین‌المللی
اتلتیکو از زمان اولین حضورش در جام باشگاه‌های اروپا ۵۹–۱۹۵۸ به‌طور منظم در صحنه رقابت‌های اروپایی حاضر بوده و به دنبال آن وارد جام برندگان جام اروپا (۶۲–۱۹۶۱)، اینتر-سیتیز فیرز کاپ (۶۴–۱۹۶۳)، جام یوفا (۷۲–۱۹۷۱) و سوپرجام اروپا (۱۰–۲۰۰۹) شده است. با سقوط به دسته پایینتر در فصل ۲۰۰۰–۱۹۹۹، اتلتیکو به مدت هفت سال از حضور در مسابقات اروپایی بازماند، اما از فصل ۰۸–۲۰۰۷، هر ساله در لیگ قهرمانان اروپا یا لیگ اروپا شرکت کرده و در هر دو رقابت عملکرد موفقی داشته است.
| عملکرد فصل به فصل اتلتیکو مادرید در رقابت‌های بین‌المللی                                                     | عملکرد فصل به فصل اتلتیکو مادرید در رقابت‌های بین‌المللی | عملکرد فصل به فصل اتلتیکو مادرید در رقابت‌های بین‌المللی | عملکرد فصل به فصل اتلتیکو مادرید در رقابت‌های بین‌المللی | عملکرد فصل به فصل اتلتیکو مادرید در رقابت‌های بین‌المللی | عملکرد فصل به فصل اتلتیکو مادرید در رقابت‌های بین‌المللی | عملکرد فصل به فصل اتلتیکو مادرید در رقابت‌های بین‌المللی | عملکرد فصل به فصل اتلتیکو مادرید در رقابت‌های بین‌المللی | عملکرد فصل به فصل اتلتیکو مادرید در رقابت‌های بین‌المللی | عملکرد فصل به فصل اتلتیکو مادرید در رقابت‌های بین‌المللی | عملکرد فصل به فصل اتلتیکو مادرید در رقابت‌های بین‌المللی | عملکرد فصل به فصل اتلتیکو مادرید در رقابت‌های بین‌المللی | عملکرد فصل به فصل اتلتیکو مادرید در رقابت‌های بین‌المللی | عملکرد فصل به فصل اتلتیکو مادرید در رقابت‌های بین‌المللی | عملکرد فصل به فصل اتلتیکو مادرید در رقابت‌های بین‌المللی | عملکرد فصل به فصل اتلتیکو مادرید در رقابت‌های بین‌المللی | عملکرد فصل به فصل اتلتیکو مادرید در رقابت‌های بین‌المللی | عملکرد فصل به فصل اتلتیکو مادرید در رقابت‌های بین‌المللی | عملکرد فصل به فصل اتلتیکو مادرید در رقابت‌های بین‌المللی | عملکرد فصل به فصل اتلتیکو مادرید در رقابت‌های بین‌المللی |
| --- | ------------------------------------------------------ | ------------------------------------------------------ | ------------------------------------------------------ | ------------------------------------------------------ | ------------------------------------------------------ | ------------------------------------------------------ | ------------------------------------------------------ | ------------------------------------------------------ | ------------------------------------------------------ | ------------------------------------------------------ | ------------------------------------------------------ | ------------------------------------------------------ | ------------------------------------------------------ | ------------------------------------------------------ | ------------------------------------------------------ | ------------------------------------------------------ | ------------------------------------------------------ | ------------------------------------------------------ | ------------------------------------------------------ |
| ۱ مرحله گروهی. تیم حذف شده با بالاترین امتیاز در صورت صعود، تیم صعود کرده با پایینترین امتیاز در صورت حذف. |                                                        |                                                        |                                                        |                                                        |                                                        |                                                        |                                                        |                                                        |                                                        |                                                        |                                                        |                                                        |                                                        |                                                        |                                                        |                                                        |                                                        |                                                        |                                                        |
| جام بین قاره‌ای / جام باشگاه‌های فوتبال جهان                                                                 |                                                        |                                                        |                                                        |                                                        |                                                        |                                                        |                                                        |                                                        |                                                        |                                                        |                                                        |                                                        |                                                        |                                                        |                                                        |                                                        |                                                        |                                                        |                                                        |
| فصل |                                                        |                                                        |                                                        |                                                        |                                                        |                                                        |                                                        |                                                        |                                                        |                                                        |                                                        |                                                        | یک چهارم نهایی                                         | نیمه نهایی                                             | فینال / رتبه سوم                                       |                                                        |                                                        |                                                        |                                                        |
| ۷۵–۱۹۷۴ |                                                        |                                                        |                                                        |                                                        |                                                        |                                                        |                                                        |                                                        |                                                        |                                                        |                                                        |                                                        |                                                        |                                                        | ایندپندینته                                            |                                                        |                                                        |                                                        |                                                        |
| سوپرجام اروپا                                                                                              |                                                        |                                                        |                                                        |                                                        |                                                        |                                                        |                                                        |                                                        |                                                        |                                                        |                                                        |                                                        |                                                        |                                                        |                                                        |                                                        |                                                        |                                                        |                                                        |
| فصل |                                                        |                                                        |                                                        |                                                        |                                                        |                                                        |                                                        |                                                        |                                                        |                                                        |                                                        |                                                        |                                                        |                                                        | فینال                                                  |                                                        |                                                        |                                                        |                                                        |
| ۲۰۱۰ |                                                        |                                                        |                                                        |                                                        |                                                        |                                                        |                                                        |                                                        |                                                        |                                                        |                                                        |                                                        |                                                        |                                                        | اینتر میلان                                            |                                                        |                                                        |                                                        |                                                        |
| ۲۰۱۲ |                                                        |                                                        |                                                        |                                                        |                                                        |                                                        |                                                        |                                                        |                                                        |                                                        |                                                        |                                                        |                                                        |                                                        | چلسی                                                   |                                                        |                                                        |                                                        |                                                        |
| ۲۰۱۸ |                                                        |                                                        |                                                        |                                                        |                                                        |                                                        |                                                        |                                                        |                                                        |                                                        |                                                        |                                                        |                                                        |                                                        | رئال مادرید                                            |                                                        |                                                        |                                                        |                                                        |
| جام باشگاه‌های اروپا / لیگ قهرمانان اروپا                                                                   |                                                        |                                                        |                                                        |                                                        |                                                        |                                                        |                                                        |                                                        |                                                        |                                                        |                                                        |                                                        |                                                        |                                                        |                                                        |                                                        |                                                        |                                                        |                                                        |
| فصل | دور مقدماتی                                            | دور مقدماتی                                            | دور مقدماتی                                            | دور مقدماتی                                            | دور مقدماتی                                            | دور مقدماتی                                            | دور مقدماتی                                            | دور مقدماتی                                            | دور مقدماتی                                            | دور مقدماتی                                            | یک شانزدهم                                             | یک‌هشتم                                                 | یک چهارم نهایی                                         | نیمه نهایی                                             | فینال                                                  |                                                        |                                                        |                                                        |                                                        |
| ۵۹–۱۹۵۸ |                                                        |                                                        |                                                        |                                                        |                                                        |                                                        |                                                        |                                                        |                                                        |                                                        | درامکوندا                                              | زسکا صوفیه                                             | شالکه ۰۴                                               | رئال مادرید                                            |                                                        |                                                        |                                                        |                                                        |                                                        |
| ۶۷–۱۹۶۶ |                                                        |                                                        |                                                        |                                                        |                                                        |                                                        |                                                        |                                                        |                                                        |                                                        | مالمو                                                  | وویوودینا                                              |                                                        |                                                        |                                                        |                                                        |                                                        |                                                        |                                                        |
| ۷۱–۱۹۷۰ |                                                        |                                                        |                                                        |                                                        |                                                        |                                                        |                                                        |                                                        |                                                        |                                                        | آستریا وین                                             | کالیاری                                                | لگیا ورشو                                              | آژاکس                                                  |                                                        |                                                        |                                                        |                                                        |                                                        |
| ۷۴–۱۹۷۳ |                                                        |                                                        |                                                        |                                                        |                                                        |                                                        |                                                        |                                                        |                                                        |                                                        | گالاتاسرای                                             | دینامو بخارست                                          | ستاره سرخ بلگراد                                       | سلتیک                                                  | بایرن مونیخ                                            |                                                        |                                                        |                                                        |                                                        |
| ۷۸–۱۹۷۷ |                                                        |                                                        |                                                        |                                                        |                                                        |                                                        |                                                        |                                                        |                                                        |                                                        | دینامو بخارست                                          | نانت                                                   | کلوب بروژ                                              |                                                        |                                                        |                                                        |                                                        |                                                        |                                                        |
| ۹۷–۱۹۹۶ |                                                        |                                                        |                                                        |                                                        |                                                        |                                                        |                                                        |                                                        |                                                        |                                                        |                                                        | ویدزف‌ووچ ۱                                             | آژاکس                                                  |                                                        |                                                        |                                                        |                                                        |                                                        |                                                        |
| ۰۹–۲۰۰۸ |                                                        |                                                        |                                                        |                                                        |                                                        |                                                        |                                                        |                                                        |                                                        | شالکه ۰۴                                               | المپیک مارسی ۱                                         | پورتو                                                  |                                                        |                                                        |                                                        |                                                        |                                                        |                                                        |                                                        |
| ۱۰–۲۰۰۹ |                                                        |                                                        |                                                        |                                                        |                                                        |                                                        |                                                        |                                                        |                                                        | پاناتینایکوس                                           | پورتو ۱                                                |                                                        |                                                        |                                                        |                                                        |                                                        |                                                        |                                                        |                                                        |
| ۱۴–۲۰۱۳ |                                                        |                                                        |                                                        |                                                        |                                                        |                                                        |                                                        |                                                        |                                                        |                                                        | پورتو ۱                                                | میلان                                                  | بارسلونا                                               | چلسی                                                   | رئال‌مادرید                                             |                                                        |                                                        |                                                        |                                                        |
| ۱۵–۲۰۱۴ |                                                        |                                                        |                                                        |                                                        |                                                        |                                                        |                                                        |                                                        |                                                        |                                                        | المپیاکوس ۱                                            | بایرلورکوزن                                            | رئال‌مادرید                                             |                                                        |                                                        |                                                        |                                                        |                                                        |                                                        |
| ۱۶–۲۰۱۵ |                                                        |                                                        |                                                        |                                                        |                                                        |                                                        |                                                        |                                                        |                                                        |                                                        | گالاتاسرای ۱                                           | آیندهوون                                               | بارسلونا                                               | بایرن‌مونیخ                                             | رئال‌مادرید                                             |                                                        |                                                        |                                                        |                                                        |
| ۱۷–۲۰۱۶ |                                                        |                                                        |                                                        |                                                        |                                                        |                                                        |                                                        |                                                        |                                                        |                                                        | روستف ۱                                                | بایر ۰۴ لورکوزن                                        | لسترسیتی                                               | رئال‌مادرید                                             |                                                        |                                                        |                                                        |                                                        |                                                        |
| ۱۸–۲۰۱۷ |                                                        |                                                        |                                                        |                                                        |                                                        |                                                        |                                                        |                                                        |                                                        |                                                        | چلسی ۱                                                 |                                                        |                                                        |                                                        |                                                        |                                                        |                                                        |                                                        |                                                        |
| ۱۹–۲۰۱۸ |                                                        |                                                        |                                                        |                                                        |                                                        |                                                        |                                                        |                                                        |                                                        |                                                        | کلوب بروژ ۱                                            | یوونتوس                                                |                                                        |                                                        |                                                        |                                                        |                                                        |                                                        |                                                        |
| ۲۰–۲۰۱۹ |                                                        |                                                        |                                                        |                                                        |                                                        |                                                        |                                                        |                                                        |                                                        |                                                        | لوکوموتیو مسکو ۱                                       | لیورپول                                                | لایپزیگ                                                |                                                        |                                                        |                                                        |                                                        |                                                        |                                                        |
| ۲۱–۲۰۲۰ |                                                        |                                                        |                                                        |                                                        |                                                        |                                                        |                                                        |                                                        |                                                        |                                                        | چلسی                                                   |                                                        |                                                        |                                                        |                                                        |                                                        |                                                        |                                                        |                                                        |
| جام برندگان جام اروپا                                                                                      |                                                        |                                                        |                                                        |                                                        |                                                        |                                                        |                                                        |                                                        |                                                        |                                                        |                                                        |                                                        |                                                        |                                                        |                                                        |                                                        |                                                        |                                                        |                                                        |
| فصل | دور مقدماتی                                            | دور مقدماتی                                            | دور مقدماتی                                            | دور مقدماتی                                            | دور مقدماتی                                            | دور مقدماتی                                            | دور مقدماتی                                            | دور مقدماتی                                            | دور مقدماتی                                            | دور مقدماتی                                            | یک شانزدهم                                             | یک‌هشتم                                                 | یک چهارم نهایی                                         | نیمه نهایی                                             | فینال                                                  |                                                        |                                                        |                                                        |                                                        |
| ۶۲–۱۹۶۱ |                                                        |                                                        |                                                        |                                                        |                                                        |                                                        |                                                        |                                                        |                                                        |                                                        | سدان                                                   | لستر سیتی                                              | وردر برمن                                              | کارل زایس                                              | فیورنتینا                                              |                                                        |                                                        |                                                        |                                                        |
| ۶۳–۱۹۶۲ |                                                        |                                                        |                                                        |                                                        |                                                        |                                                        |                                                        |                                                        |                                                        |                                                        |                                                        | هیبرنیانز                                              | بوتف                                                   | نورنبرگ                                                | تاتنهام هاتسپر                                         |                                                        |                                                        |                                                        |                                                        |
| ۶۶–۱۹۶۵ |                                                        |                                                        |                                                        |                                                        |                                                        |                                                        |                                                        |                                                        |                                                        |                                                        | دینامو زاگرب                                           | یونیورسیتاتیا کلوژ                                     | بروسیا دورتموند                                        |                                                        |                                                        |                                                        |                                                        |                                                        |                                                        |
| ۷۳–۱۹۷۲ |                                                        |                                                        |                                                        |                                                        |                                                        |                                                        |                                                        |                                                        |                                                        |                                                        | باستیا                                                 | اسپارتاک مسکو                                          |                                                        |                                                        |                                                        |                                                        |                                                        |                                                        |                                                        |
| ۷۶–۱۹۷۵ |                                                        |                                                        |                                                        |                                                        |                                                        |                                                        |                                                        |                                                        |                                                        |                                                        | بازل                                                   | آینتراخت فرانکفورت                                     |                                                        |                                                        |                                                        |                                                        |                                                        |                                                        |                                                        |
| ۷۷–۱۹۷۶ |                                                        |                                                        |                                                        |                                                        |                                                        |                                                        |                                                        |                                                        |                                                        |                                                        | راپید وین                                              | هایدوک اسپلیت                                          | لفسکی صوفیه                                            | هامبورگ                                                |                                                        |                                                        |                                                        |                                                        |                                                        |
| ۸۶–۱۹۸۵ |                                                        |                                                        |                                                        |                                                        |                                                        |                                                        |                                                        |                                                        |                                                        |                                                        | سلتیک                                                  | بنگور سیتی                                             | ستاره سرخ بلگراد                                       | اوردینگن                                               | دینامو کیف                                             |                                                        |                                                        |                                                        |                                                        |
| ۹۲–۱۹۹۱ |                                                        |                                                        |                                                        |                                                        |                                                        |                                                        |                                                        |                                                        |                                                        |                                                        | فیلینگن                                                | منچستر یونایتد                                         | کلوب بروژ                                              |                                                        |                                                        |                                                        |                                                        |                                                        |                                                        |
| ۹۳–۱۹۹۲ |                                                        |                                                        |                                                        |                                                        |                                                        |                                                        |                                                        |                                                        |                                                        |                                                        | ماریبور                                                | ترابزون‌اسپور                                           | المپیاکوس                                              | پارما                                                  |                                                        |                                                        |                                                        |                                                        |                                                        |
| اینتر-سیتیز فیرز کاپ / جام یوفا / لیگ اروپا                                                                |                                                        |                                                        |                                                        |                                                        |                                                        |                                                        |                                                        |                                                        |                                                        |                                                        |                                                        |                                                        |                                                        |                                                        |                                                        |                                                        |                                                        |                                                        |                                                        |
| فصل | دور مقدماتی                                            | دور مقدماتی                                            | دور مقدماتی                                            | دور مقدماتی                                            | دور مقدماتی                                            | دور مقدماتی                                            | دور مقدماتی                                            | دور مقدماتی                                            | دور مقدماتی                                            | دور مقدماتی                                            | یک شانزدهم                                             | یک‌هشتم                                                 | یک چهارم نهایی                                         | نیمه نهایی                                             | فینال                                                  |                                                        |                                                        |                                                        |                                                        |
| ۶۴–۱۹۶۳ |                                                        |                                                        |                                                        |                                                        |                                                        |                                                        |                                                        |                                                        |                                                        |                                                        | پورتو                                                  | یوونتوس                                                |                                                        |                                                        |                                                        |                                                        |                                                        |                                                        |                                                        |
| ۶۵–۱۹۶۴ |                                                        |                                                        |                                                        |                                                        |                                                        |                                                        |                                                        |                                                        |                                                        | سروت                                                   | شلبورن                                                 | لیژ                                                    | استراحت                                                | یوونتوس                                                |                                                        |                                                        |                                                        |                                                        |                                                        |
| ۶۸–۱۹۶۷ |                                                        |                                                        |                                                        |                                                        |                                                        |                                                        |                                                        |                                                        |                                                        | وینر                                                   | گوزتپه                                                 |                                                        |                                                        |                                                        |                                                        |                                                        |                                                        |                                                        |                                                        |
| ۶۹–۱۹۶۸ |                                                        |                                                        |                                                        |                                                        |                                                        |                                                        |                                                        |                                                        |                                                        | وارغم                                                  |                                                        |                                                        |                                                        |                                                        |                                                        |                                                        |                                                        |                                                        |                                                        |
| ۷۲–۱۹۷۱ |                                                        |                                                        |                                                        |                                                        |                                                        |                                                        |                                                        |                                                        |                                                        | پانیونیوس                                              |                                                        |                                                        |                                                        |                                                        |                                                        |                                                        |                                                        |                                                        |                                                        |
| ۷۵–۱۹۷۴ |                                                        |                                                        |                                                        |                                                        |                                                        |                                                        |                                                        |                                                        |                                                        | کیوبنهاونس                                             | دربی کانتی                                             |                                                        |                                                        |                                                        |                                                        |                                                        |                                                        |                                                        |                                                        |
| ۸۰–۱۹۷۹ |                                                        |                                                        |                                                        |                                                        |                                                        |                                                        |                                                        |                                                        |                                                        | دینامو درسدن                                           |                                                        |                                                        |                                                        |                                                        |                                                        |                                                        |                                                        |                                                        |                                                        |
| ۸۲–۱۹۸۱ |                                                        |                                                        |                                                        |                                                        |                                                        |                                                        |                                                        |                                                        |                                                        | بوآویستا                                               |                                                        |                                                        |                                                        |                                                        |                                                        |                                                        |                                                        |                                                        |                                                        |
| ۸۴–۱۹۸۳ |                                                        |                                                        |                                                        |                                                        |                                                        |                                                        |                                                        |                                                        |                                                        | خرونینگن                                               |                                                        |                                                        |                                                        |                                                        |                                                        |                                                        |                                                        |                                                        |                                                        |
| ۸۵–۱۹۸۴ |                                                        |                                                        |                                                        |                                                        |                                                        |                                                        |                                                        |                                                        |                                                        | سیون                                                   |                                                        |                                                        |                                                        |                                                        |                                                        |                                                        |                                                        |                                                        |                                                        |
| ۸۷–۱۹۸۶ |                                                        |                                                        |                                                        |                                                        |                                                        |                                                        |                                                        |                                                        |                                                        | وردر برمن                                              | ویتوریا                                                |                                                        |                                                        |                                                        |                                                        |                                                        |                                                        |                                                        |                                                        |
| ۸۹–۱۹۸۸ |                                                        |                                                        |                                                        |                                                        |                                                        |                                                        |                                                        |                                                        |                                                        | خرونینخن                                               |                                                        |                                                        |                                                        |                                                        |                                                        |                                                        |                                                        |                                                        |                                                        |
| ۹۰–۱۹۸۹ |                                                        |                                                        |                                                        |                                                        |                                                        |                                                        |                                                        |                                                        |                                                        | فیورنتینا                                              |                                                        |                                                        |                                                        |                                                        |                                                        |                                                        |                                                        |                                                        |                                                        |
| ۹۱–۱۹۹۰ |                                                        |                                                        |                                                        |                                                        |                                                        |                                                        |                                                        |                                                        |                                                        | پولیته‌نیکا تیمیسورا                                    |                                                        |                                                        |                                                        |                                                        |                                                        |                                                        |                                                        |                                                        |                                                        |
| ۹۴–۱۹۹۳ |                                                        |                                                        |                                                        |                                                        |                                                        |                                                        |                                                        |                                                        |                                                        | هارتس                                                  | اُاِف‌آی                                                  |                                                        |                                                        |                                                        |                                                        |                                                        |                                                        |                                                        |                                                        |
| ۹۸–۱۹۹۷ |                                                        |                                                        |                                                        |                                                        |                                                        |                                                        |                                                        |                                                        |                                                        | لستر سیتی                                              | پائوک                                                  | دینامو زاگرب                                           | استون ویلا                                             | لاتزیو                                                 |                                                        |                                                        |                                                        |                                                        |                                                        |
| ۹۹–۱۹۹۸ |                                                        |                                                        |                                                        |                                                        |                                                        |                                                        |                                                        |                                                        |                                                        | اوبیلیچ                                                | زسکا صوفیه                                             | رئال سوسیداد                                           | رم                                                     | پارما                                                  |                                                        |                                                        |                                                        |                                                        |                                                        |
| ۲۰۰۰–۱۹۹۹                                                                                                  |                                                        |                                                        |                                                        |                                                        |                                                        |                                                        |                                                        |                                                        | آنکاراگوچو                                             | آمیکا                                                  | ولفسبورگ                                               | لانس                                                   |                                                        |                                                        |                                                        |                                                        |                                                        |                                                        |                                                        |
| ۰۸–۲۰۰۷ |                                                        |                                                        |                                                        |                                                        |                                                        |                                                        |                                                        | وویوودینا                                              | ارسیه‌اسپور                                             | کپنهاگن ۱                                              | بولتون واندررز                                         |                                                        |                                                        |                                                        |                                                        |                                                        |                                                        |                                                        |                                                        |
| ۱۰–۲۰۰۹ |                                                        |                                                        |                                                        |                                                        |                                                        |                                                        |                                                        |                                                        |                                                        |                                                        | گالاتاسرای                                             | اسپورتینگ                                              | والنسیا                                                | لیورپول                                                | فولام                                                  |                                                        |                                                        |                                                        |                                                        |
| ۱۱–۲۰۱۰ |                                                        |                                                        |                                                        |                                                        |                                                        |                                                        |                                                        |                                                        |                                                        | آریس ۱                                                 |                                                        |                                                        |                                                        |                                                        |                                                        |                                                        |                                                        |                                                        |                                                        |
| ۱۲–۲۰۱۱ |                                                        |                                                        |                                                        |                                                        |                                                        |                                                        |                                                        | استرومسگودست                                           | ویتوریا                                                | سلتیک ۱                                                | لاتزیو                                                 | بشیکتاش                                                | هانوفر                                                 | والنسیا                                                | اتلتیک بیلبائو                                         |                                                        |                                                        |                                                        |                                                        |
| ۱۳–۲۰۱۲ |                                                        |                                                        |                                                        |                                                        |                                                        |                                                        |                                                        |                                                        |                                                        | آکادمیکا ۱                                             | روبین کازان                                            |                                                        |                                                        |                                                        |                                                        |                                                        |                                                        |                                                        |                                                        |
| ۱۸–۲۰۱۷ |                                                        |                                                        |                                                        |                                                        |                                                        |                                                        |                                                        |                                                        |                                                        |                                                        | کپنهاگن                                                | لوکوموتیو مسکو                                         | اسپورتینگ                                              | آرسنال                                                 | مارسی                                                  |                                                        |                                                        |                                                        |                                                        |
| جام اینترتوتو                                                                                              |                                                        |                                                        |                                                        |                                                        |                                                        |                                                        |                                                        |                                                        |                                                        |                                                        |                                                        |                                                        |                                                        |                                                        |                                                        |                                                        |                                                        |                                                        |                                                        |
| فصل |                                                        |                                                        |                                                        |                                                        |                                                        |                                                        |                                                        |                                                        |                                                        |                                                        | یک شانزدهم                                             | یک‌هشتم                                                 | یک چهارم نهایی                                         | نیمه نهایی                                             | فینال                                                  |                                                        |                                                        |                                                        |                                                        |
| ۰۵–۲۰۰۴ |                                                        |                                                        |                                                        |                                                        |                                                        |                                                        |                                                        |                                                        |                                                        |                                                        |                                                        |                                                        | فاستاو زلین                                            | اُاِف‌کی بلگراد                                           | ویارئال                                                |                                                        |                                                        |                                                        |                                                        |
| ۰۸–۲۰۰۷ |                                                        |                                                        |                                                        |                                                        |                                                        |                                                        |                                                        |                                                        |                                                        |                                                        |                                                        |                                                        |                                                        |                                                        | گلوریا بیستریتسا                                       |                                                        |                                                        |                                                        |                                                        |

### آمار رقابت‌ها
تا تاریخ ۷ دسامبر ۲۰۲۱
| رقابت                                        | بازی | پ.  | ت. | ش. | گ. ز | گ. خ | ت. گ | %برد |
| -------------------------------------------- | ---- | --- | -- | -- | ---- | ---- | ---- | ---- |
| لیگ قهرمانان / جام اروپا                     | ۱۵۰  | ۷۴  | ۳۸ | ۳۸ | ۲۱۹  | ۱۴۱  | —    | ۰۴۹  |
| لیگ اروپا / جام یوفا                         | ۱۱۷  | ۶۹  | ۱۷ | ۳۱ | ۲۰۱  | ۱۱۷  | —    | ۰۵۹  |
| جام برندگان جام یوفا / جام برندگان جام اروپا | ۶۲   | ۳۸  | ۱۳ | ۱۱ | ۱۱۸  | ۵۷   | —    | ۰۶۱  |
| سوپرجام اروپا / سوپرجام یوفا                 | ۳    | ۳   | ۰  | ۰  | ۱۰   | ۳    | —    | ۱۰۰  |
| اینتر-سیتیز فیرز کاپ                         | ۱۹   | ۱۰  | ۲  | ۷  | ۳۱   | ۲۳   | —    | ۰۵۳  |
| جام اینترتوتو                                | ۸    | ۵   | ۰  | ۳  | ۱۳   | ۹    | —    | ۰۶۳  |
| جام بین‌قاره‌ای                                | ۲    | ۱   | ۰  | ۱  | ۲    | ۱    | —    | ۰۵۰  |
| مجموع                                        | ۳۶۱  | ۲۰۰ | ۷۰ | ۹۱ | ۵۹۴  | ۳۵۱  | —    | ۰۵۵  |

### رتبه‌بندی باشگاه‌های یوفا
تا تاریخ ۱۸ سپتامبر ۲۰۲۰
| رتبه | تیم            | امتیاز  |
| ---- | -------------- | ------- |
| ۱    | بایرن مونیخ    | ۱۱۱٫۰۰۰ |
| ۲    | بارسلونا       | ۱۰۶٫۰۰۰ |
| ۳    | رئال مادرید    | ۱۰۵٫۰۰۰ |
| ۴    | اتلتیکو مادرید | ۱۰۳٫۰۰۰ |
| ۴    | یوونتوس        | ۱۰۳٫۰۰۰ |

## افتخارات
| رقابت‌های رسمی      | رقابت‌های رسمی                                                                                           | رقابت‌های رسمی                                                                         |
| رقابت              | عملکرد                                                                                                  | عملکرد                                                                                |
| رقابت              | قهرمان                                                                                                  | نایب قهرمان                                                                           |
| رقابت‌های داخلی     | رقابت‌های داخلی                                                                                          | رقابت‌های داخلی                                                                        |
| ------------------ | --- | ------------------------------------------------------------------------------------- |
| لا لیگا            | (۱۱): ۴۰–۱۹۳۹، ۴۱–۱۹۴۰، ۵۰–۱۹۴۹، ۵۱–۱۹۵۰، ۶۶–۱۹۶۵، ۷۰–۱۹۶۹، ۷۳–۱۹۷۲، ۷۷–۱۹۷۶، ۹۶–۱۹۹۵، ۱۴–۲۰۱۳، ۲۰۲۰–۲۱ | (۱۰): ۴۴–۱۹۴۳، ۵۸–۱۹۵۷، ۶۱–۱۹۶۰، ۶۳–۱۹۶۲، ۶۵–۱۹۶۴، ۷۴–۱۹۷۳، ۸۵–۱۹۸۴، ۹۱–۱۹۹۰، ۱۹–۲۰۱۸ |
| کوپا دل ری         | (۱۰): ۶۰–۱۹۵۹، ۶۱–۱۹۶۰، ۶۵–۱۹۶۴، ۷۲–۱۹۷۱، ۷۶–۱۹۷۵، ۸۵–۱۹۸۴، ۹۱–۱۹۹۰، ۹۲–۱۹۹۱، ۹۶–۱۹۹۵، ۱۳–۲۰۱۲          | (۸): ۲۱–۱۹۲۰، ۲۶–۱۹۲۵، ۵۶–۱۹۵۵، ۶۴–۱۹۶۳، ۷۵–۱۹۷۴، ۸۷–۱۹۸۶، ۹۹–۱۹۹۸، ۲۰۰۰–۱۹۹۹         |
| سگوندا دیویسیون    | (۱): ۰۲–۲۰۰۱                                                                                            | ---                                                                                   |
| سوپر جام اسپانیا   | (۲): ۱۹۸۵، ۲۰۱۴                                                                                         | (۵): ۱۹۵۰، ۱۹۹۱، ۱۹۹۲، ۱۹۹۶، ۲۰۰۵، ۲۰–۲۰۱۹                                            |
| رقابت‌های بین‌المللی | |                                                                                       |
| لیگ قهرمانان اروپا | --- | (۳): ۷۴–۱۹۷۳، ۱۴–۲۰۱۳، ۱۶–۲۰۱۵                                                        |
| جام در جام اروپا   | (۱): ۶۲–۱۹۶۱                                                                                            | (۲): ۶۳–۱۹۶۲، ۸۶–۱۹۸۵                                                                 |
| لیگ اروپا          | (۳): ۲۰۱۰، ۲۰۱۲، ۲۰۱۸                                                                                   | ---                                                                                   |
| سوپرجام اروپا      | (۳): ۲۰۱۰، ۲۰۱۲، ۲۰۱۸                                                                                   | ---                                                                                   |
| جام اینترتوتو      | --- | (۱): ۲۰۰۴                                                                             |
| جام بین قاره‌ای     | (۱): ۱۹۷۴                                                                                               | ---                                                                                   |

## ورزشگاه و امکانات

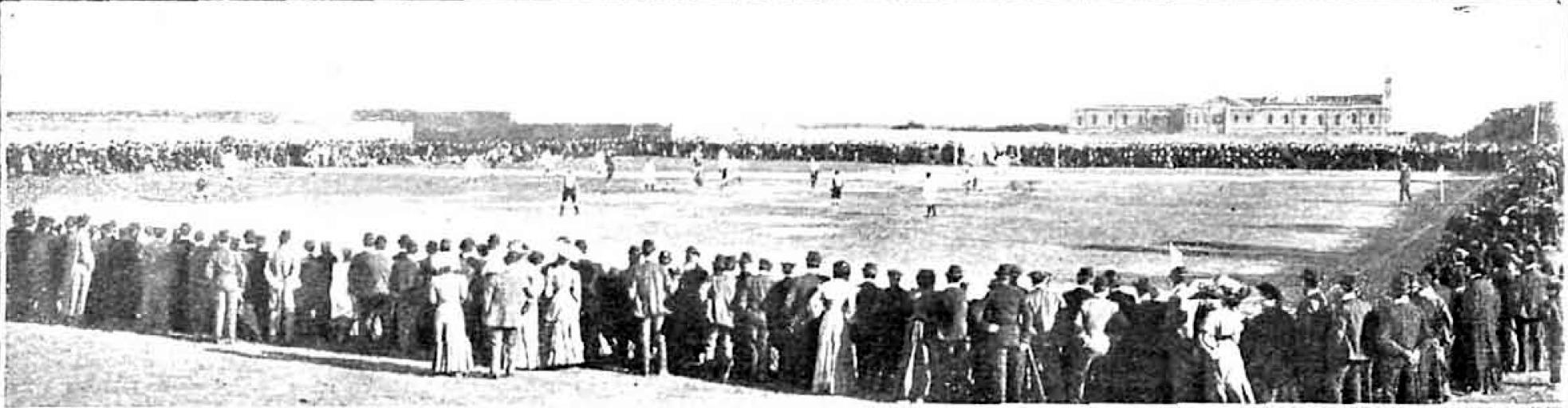
فینال کوپا در سال ۱۹۰۵ در زمین کمپو دل رتیرو

اتلتیکو مادرید در طول تاریخ خود پنج ورزشگاه داشته است. اگرچه می‌توان کمپو دِ ال پارال را که در فصل ۳۲–۱۹۳۱ پذیرای بازی‌های این تیم بود، به این تعداد اضافه کرد، چرا که پس از عدم توافق با مالکان ورزشگاه متروپولیتانو و از آنجایی که کمپو دِ وایکاس شرایط میزبانی را نداشت، اتلتیکو ساکن این ورزشگاه شد. به دلیل خساراتی که در طول جنگ داخلی به متروپولیتانو وارد آمد، تا زمان بازسازی آن، ورزشگاه چامارتین از ۱۹۳۹ تا ۱۹۴۰ و کمپو دِ وایکاس در فاصله سال‌های ۱۹۴۰ تا ۱۹۴۳ میزبان بازی‌های خانگی اتلتیکو شدند. کمپو دِ وایکاس در سال ۱۹۴۰ شاهد اولین قهرمانی این تیم در لیگ بود.
اتلتیکو در طول تاریخ خود و به دلایل مختلف، از ورزشگاه سانتیاگو برنابئو نیز برای بازی‌های خانگی استفاده کرده است.

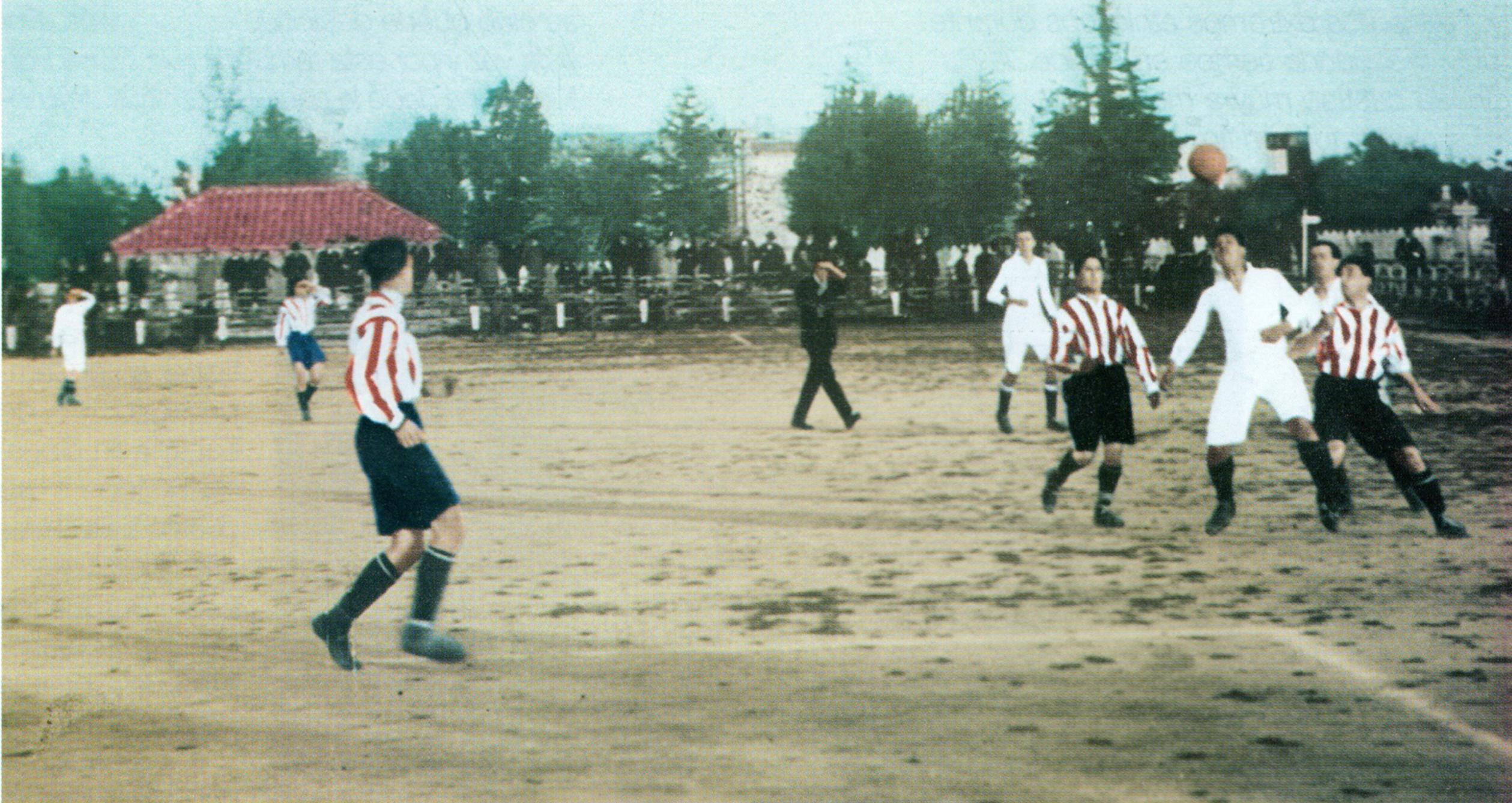
شهرآورد مادرید در کمپو دِ اُدونل.

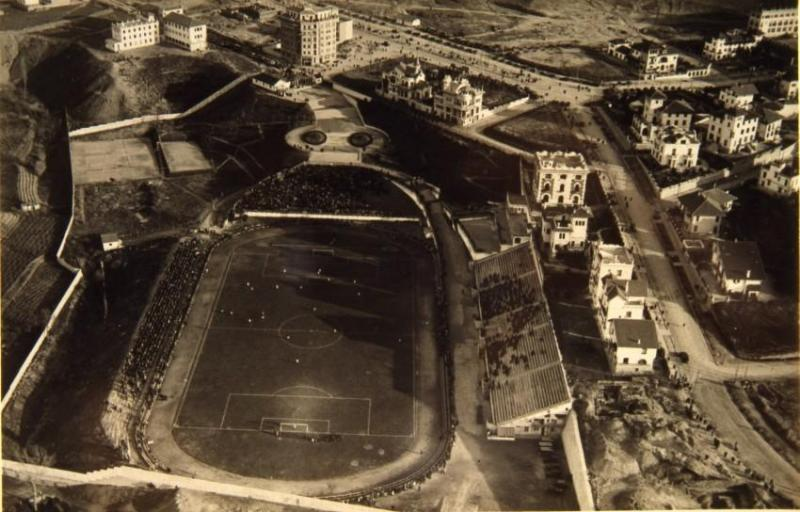
ورزشگاه متروپولیتانو

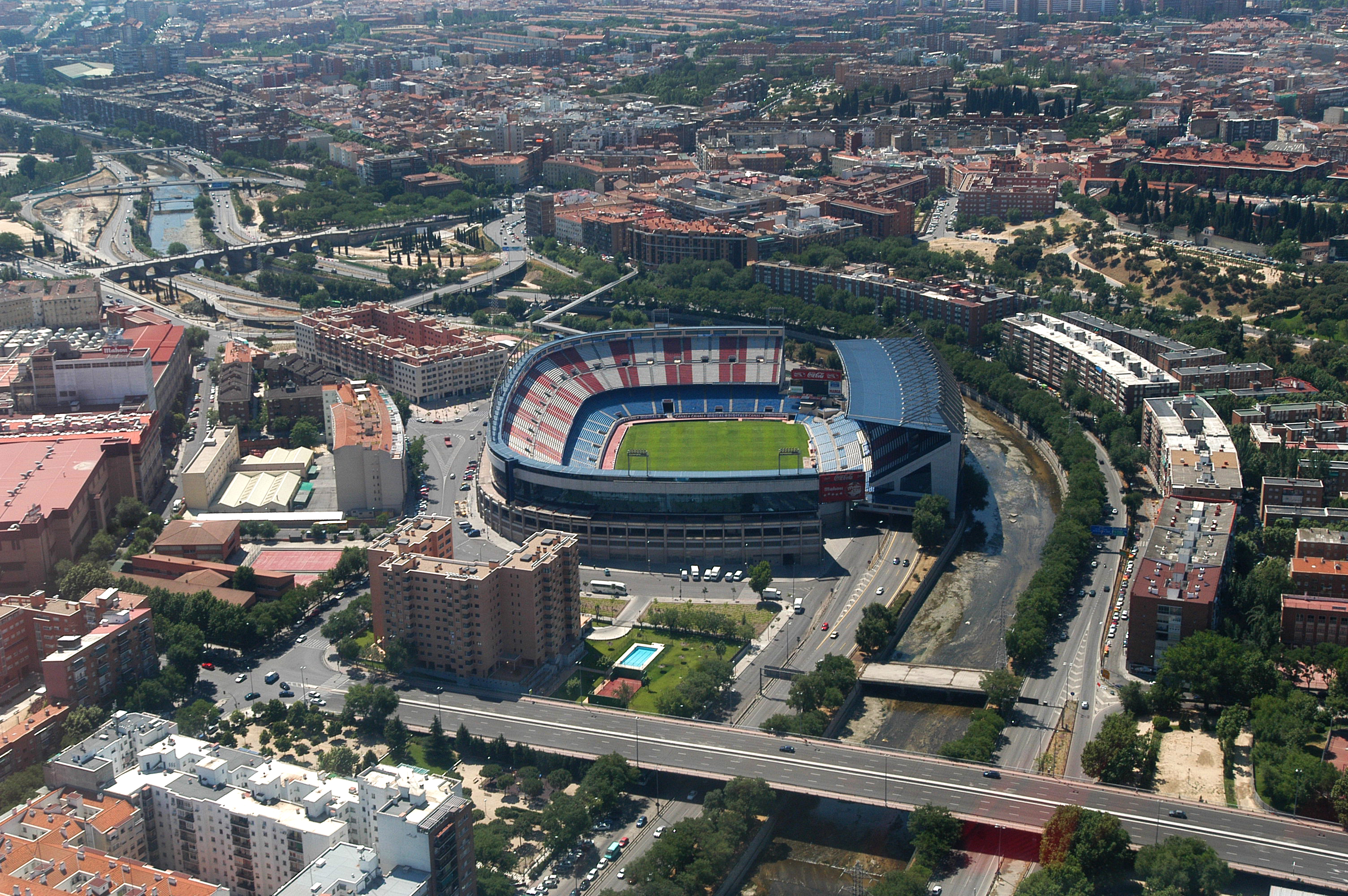
ویسنته کالدرون

### ورزشگاه‌های سابق
- کمپو دل رتیرو (۱۹۱۳–۱۹۰۳): نخستین ورزشگاه اتلتیکو، یک زمین خاکی پشت دیوار پارک رتیرو با نام کمپو دل رتیرو بود که هیچ فنس و حفاظی برای جدا کردن محوطه آن از تماشاگران و عموم مردم وجود نداشت، با این حال در آن زمان بهترین زمین در مادرید به حساب می‌آمد. این زمین در سال ۱۹۰۱ افتتاح شد و تا سال ۱۹۰۲ توسط رئال مادرید برای بازی‌های دوستانه مورد استفاده قرار می‌گرفت و از سال ۱۹۰۳ به مدت یک دهه در اختیار اتلتیکو بود. این زمین به نام‌های «کمپو دِ تیرو ال پاچون» و «کمپو دِ لا رانا» نیز مشهور بود.
- کمپو دِ اُ دونل (۱۹۲۳–۱۹۱۳): این ورزشگاه در ساعت ۱۵:۳۰ و در تاریخ ۹ فوریه ۱۹۱۳ با برگزاری یک بازی میان دو تیم اتلتیکو و تیم بیسکایان افتتاح شد[۷۵] و از آنجا که اولین زمین دارای حفاظ در اسپانیا بود و ظرفیت ۱۰ هزار تماشاگر را داشت، یک ورزشگاه پیشرفته محسوب می‌شد. اتلتیکو در این زمین خاکی اولین عنوان رسمی خود را بدست آورد. این ورزشگاه، در فاصله ۲۰۰ متری کمپو دِ اُ دونل، ورزشگاه رئال مادرید قرار داشت و از آن جهت که نامشان را از بلوار نزدیک خود وام گرفتند، همنام بودند.[۷۶][۷۷][۷۸]
- ورزشگاه متروپولیتانو مادرید (۱۹۶۶–۱۹۲۳): پس از تکمیل ورزشگاه متروپولیتانو مادرید در سال ۱۹۲۳، در حضور ۲۵۰۰۰ تماشاگر افتتاح و اتلتیکو به آنجا منتقل شد. این ورزشگاه، چندمنظوره و زمین آن چمن بود. ظرفیت آن در گذر زمان افزایش پیدا کرد و به ۵۰٬۰۰۰ نفر رسید. جایگاه شمالی آن به «لا گرادونا» معروف بود که به دلیل ناهمواری زمین در آن نقطه ۱۶ متر ارتفاع داشت و شکل تجمع تماشاگران در آن نقطه مشخصه خاص این سکوها بود.[۷۹] متروپولیتانو در طول جنگ داخلی عملاً تخریب شد[۸۰] و اتلتیکو تا بازسازی کامل آن به ورزشگاه چارمارتین و سپس به کمپو دِ وایکاس نقل مکان کرد. در ۲۱ فوریه ۱۹۴۳ با یک بازی مقابل رئال مادرید که با پیروزی ۲ بر ۱ روخی‌بلانکوها خاتمه یافت، متروپولیتانو بازگشایی شد.[۸۱] در همان سال فینال جام حذفی با حضور دو تیم اتلتیک بیلبائو و رئال مادرید در این ورزشگاه برگزار شد. با توجه به عملیات ساخت ورزشگاه نیو چامارتین، رئال مادرید تمام بازی‌های خود در فصل ۴۷–۱۹۴۶ و پنج بازی از فصل بعد را در این ورزشگاه انجام داد.[۸۲][۸۳][۸۴]
- ورزشگاه ویسنته کالدرون (۲۰۱۷–۱۹۶۶): ویسنته کالدرون توسط خاویر باروسو، بازیکن سابق، مربی سابق و رئیس سابق اتلتیکو طراحی و در سال ۱۹۶۶ افتتاح شد. این ورزشگاه در حاشیه رود مانثانارس در منطقه آرگانزوئلا در جنوب مادرید واقع شده بود. از سال ۱۹۶۶ تا ۱۹۷۲، این ورزشگاه «مانثانارس» نامیده می‌شد و از سال ۱۹۷۳ به افتخار رئیس باشگاه، به ویسنته کالدرون تغییر نام داد. اتلتیکو تا سال ۲۰۱۷ بازی‌های خانگی خود را در این ورزشگاه که ۵۴٫۹۰۷ صندلی ظرفیت داشت و از ورزشگاه‌های چهار ستاره یوفا بود انجام می‌داد.[۸۵][۸۶] عملیات تخریب ویسنته کالدرون در ۱۳ فوریه ۲۰۱۹ آغاز شد و در ژوئیه سال ۲۰۲۰ پایان یافت و یک پارک آب‌نما در حاشیه رودخانه مانثانارس در مادرید جایگزین آن شد.[۸۷]

### ورزشگاه کنونی
- ورزشگاه متروپولیتانو (حال–۲۰۱۷): این باشگاه از فصل ۲۰۱۷/۱۸ بازی‌های خانگی خود را در ورزشگاه نوسازی شده متروپولیتانو[۹۲] برگزار می‌کند. فرایند ساخت این ورزشگاه با هدف کسب میزبانی مسابقات جهانی دو و میدانی ۱۹۹۷ بر اساس طرحی از استودیوی معماری کروز و اورتیز از سال ۱۹۹۰ آغاز شد و در سال ۱۹۹۳ به پایان رسید. در ۶ سپتامبر ۱۹۹۴ با نام رسمی استادیو دِ لا کمونیداد دِ مادرید (ورزشگاه بخش خودمختار مادرید) و با ظرفیت ۲۰٬۰۰۰ صندلی افتتاح شد. میزبانی مسابقات جهانی دو و میدانی سرانجام به آتن اعطا شد و این ورزشگاه در دهه اول وجود خود برای برگزاری رویدادهای کوچک ورزشی و فرهنگی استفاده می‌شد. مالکیت آن در ابتدا برای بخش خودمختار مادرید بود و از سال ۲۰۰۲ در اختیار شهر مادرید قرار گرفت و استادیو اولمپیکو دِ مادرید (ورزشگاه المپیک مادرید) نامیده شد اما عموماً به دلیل شباهت آن به شانه موی سنتی اسپانیایی به استادیو لا پِینِتا (ورزشگاه شانه) معروف شده بود. در سال ۲۰۰۴ این ورزشگاه پس از پیشنهاد مادرید برای برگزاری بازی‌های المپیک تابستانی ۲۰۱۶، به منظور توسعه آن بسته شد. پس از ناکامی مادرید در کسب میزبانی بازی‌های المپیک در سال ۲۰۰۹، پیشنهادهای زیادی برای استفاده از این ورزشگاه ارائه شد. در ۱۱ سپتامبر ۲۰۱۳ مالکیت آن به‌طور رسمی به اتلتیکو منتقل شد. نام این ورزشگاه که در حال حاضر به دلیل حامی مالی آن، واندا متروپولیتانو نامیده می‌شود، یادآور نام ورزشگاه قدیمی این باشگاه، متروپولیتانوست که اتلتیکو در فاصله سال‌های ۱۹۲۳ تا ۱۹۳۶ و ۱۹۴۳ تا ۱۹۶۶ مسابقات خود را در آن انجام می‌داد.[۹۳] در ۱۷ سپتامبر ۲۰۱۷، متروپولیتانوی بازسازی شده اولین مسابقه خود را در لا لیگا ۱۸–۲۰۱۷ مقابل مالاگا پذیرایی کرد، که در آن بازی پادشاه فیلیپه ششم نیز حضور داشت. آنتوان گریزمن اولین گلزن باشگاه در این ورزشگاه بود. تیم زنان اتلتیکو نیز همان‌طور که در ویسنته کالدرون بازی‌های خانگی‌اش را انجام می‌داد، در ۱۷ مارس ۲۰۱۸ اولین بازی خود را در متروپولیتانو برگزار کرد.[۹۴] ظرفیت فعلی این ورزشگاه ۶۸٬۴۵۶ نفر است.[۹۵] اتلتیکو مادرید واندا متروپولیتانو را به عنوان مکان دائمی برای برگزاری فینال مسابقات کوپا دل ری پیشنهاد کرد.[۹۶] این ورزشگاه محل برگزاری فینال کوپا دل ری ۲۰۱۸ و در ۱ ژوئن ۲۰۱۹ میزبان فینال لیگ قهرمانان اروپا ۲۰۱۹ نیز بوده[۹۷] و همچنین محل بازی‌های خانگی تیم فوتبال اسپانیاست، که در اولین بازی خود در این ورزشگاه به تاریخ ۲۸ مارس ۲۰۱۸، آرژانتین را با نتیجه ۶–۱ شکست داد.[۹۸] در اجلاس جهانی فوتبال به تاریخ ۲۴ سپتامبر ۲۰۱۸، عنوان بهترین ورزشگاه جهان به متروپولیتانو اهدا شد. این ورزشگاه جزو ورزشگاه‌های ۴ ستاره یوفا است.[۹۹]

### زمین تمرین
مینی-ورزشگاه سرو دل اسپینو که در سیوداد دپورتیوا اتلتیکو دِ مادرید (شهرک ورزشی اتلتیکو مادرید) در ماخادائوندا، در حدود ۲۰ کیلومتری غرب مادرید واقع است، زمین تمرین این باشگاه و محل برگزاری بازی‌های تیم رزوز اتلتیکو است. این مرکز شامل زمین چمن طبیعی و مصنوعی و همچنین یک سالن ورزشی است. هر دو تیم بزرگسالان و جوانان در مراکز متعلق به باشگاه تمرین می‌کنند. شهرک ورزشی جدید اتلتیکو که در الکالا د انارس قرار دارد، محل برگزاری بازی‌های تیم زنان و میزبان بازی‌های تیم جوانان این باشگاه در لیگ جوانان یوفا است.
اتلتیکو همچنین یک آکادمی ورزشی را در ورزشگاه سرو دل اسپینو در ماخادائوندا و یک آکادمی را در بخارست رومانی اداره می‌کند، که اولین آکادمی آنها در اروپاست.

### آکادمی پاکستان
در اکتبر ۲۰۱۸، اتلتیکو مادرید اولین آکادمی خود را در پاکستان تأسیس کرد که در شهر لاهور مستقر و اولین آکادمی فوتبال اروپایی در پاکستان است. در آوریل ۲۰۱۹، آنها «برنامه مدرسه فوتبال» را در لاهور اجرا و در اکتبر ۲۰۱۹، برنامه استعدادیابی را برگزار کردند.در فوریه سال ۲۰۲۰، فدراسیون فوتبال پاکستان لیگ فدراسیون فوتبال ۲۱–۲۰۲۰ را برگزار کرد که در آن اتلتیکو مادرید لاهور در گروه C قرار داشت و به عنوان یک باشگاه فوتبال حرفه‌ای پاکستان شناخته شد. این تیم اولین بازی خود را در برابر هزاره کول انجام داد و با نتیجه ۲–۰ پیروز شد.

## تولیدکنندگان و حامیان مالی لباس

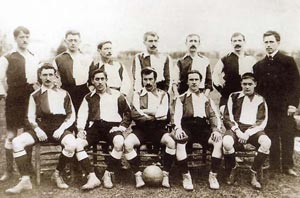
باشگاه اتلتیک بیلبائو در آغاز کار، با پیراهن‌های اصلی آبی و سفید (عکس از سال ۱۹۰۴).

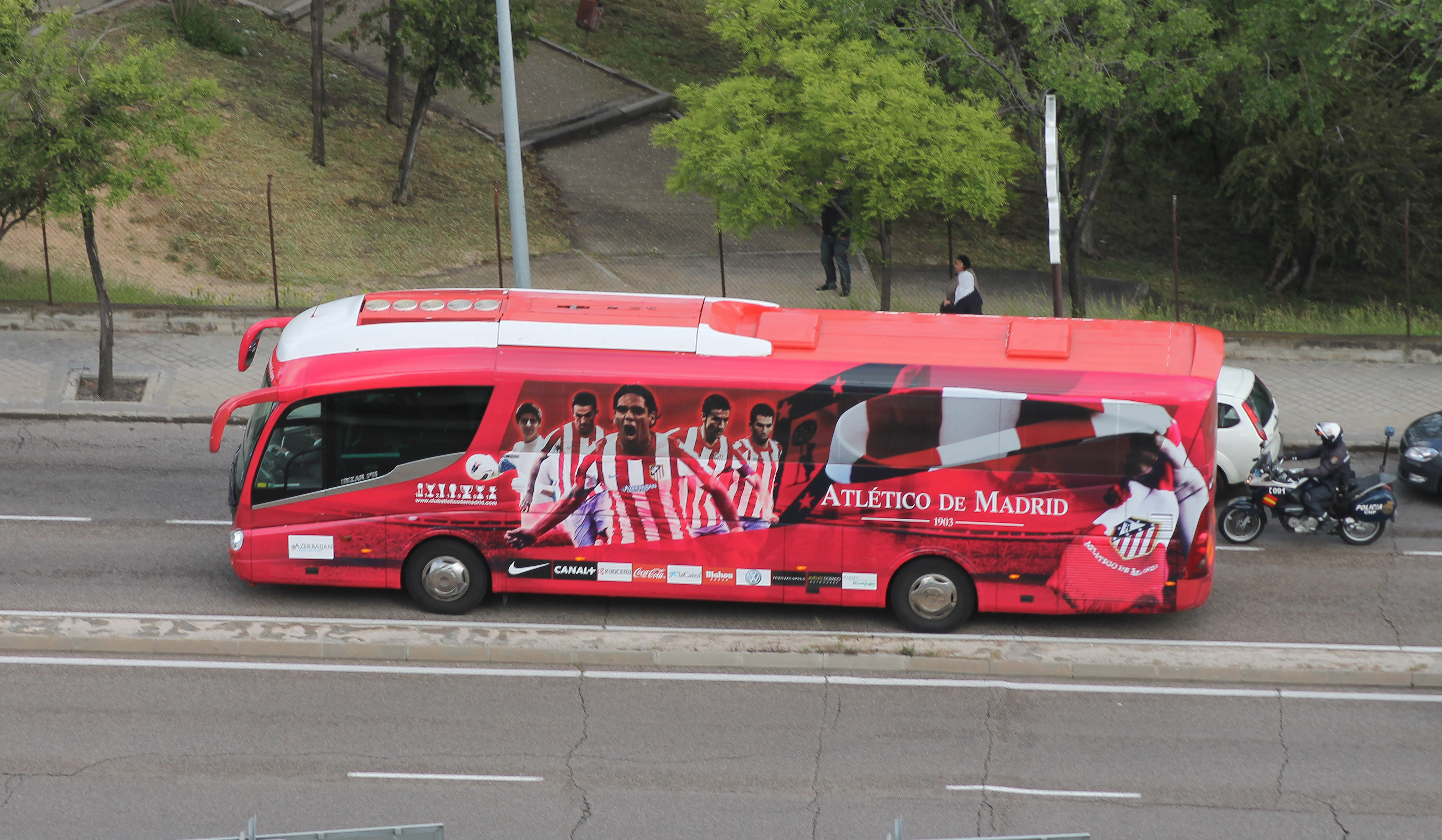
اتوبوس اتلتیکو مادرید، با تزئینی از رنگ‌های قرمز و سفید

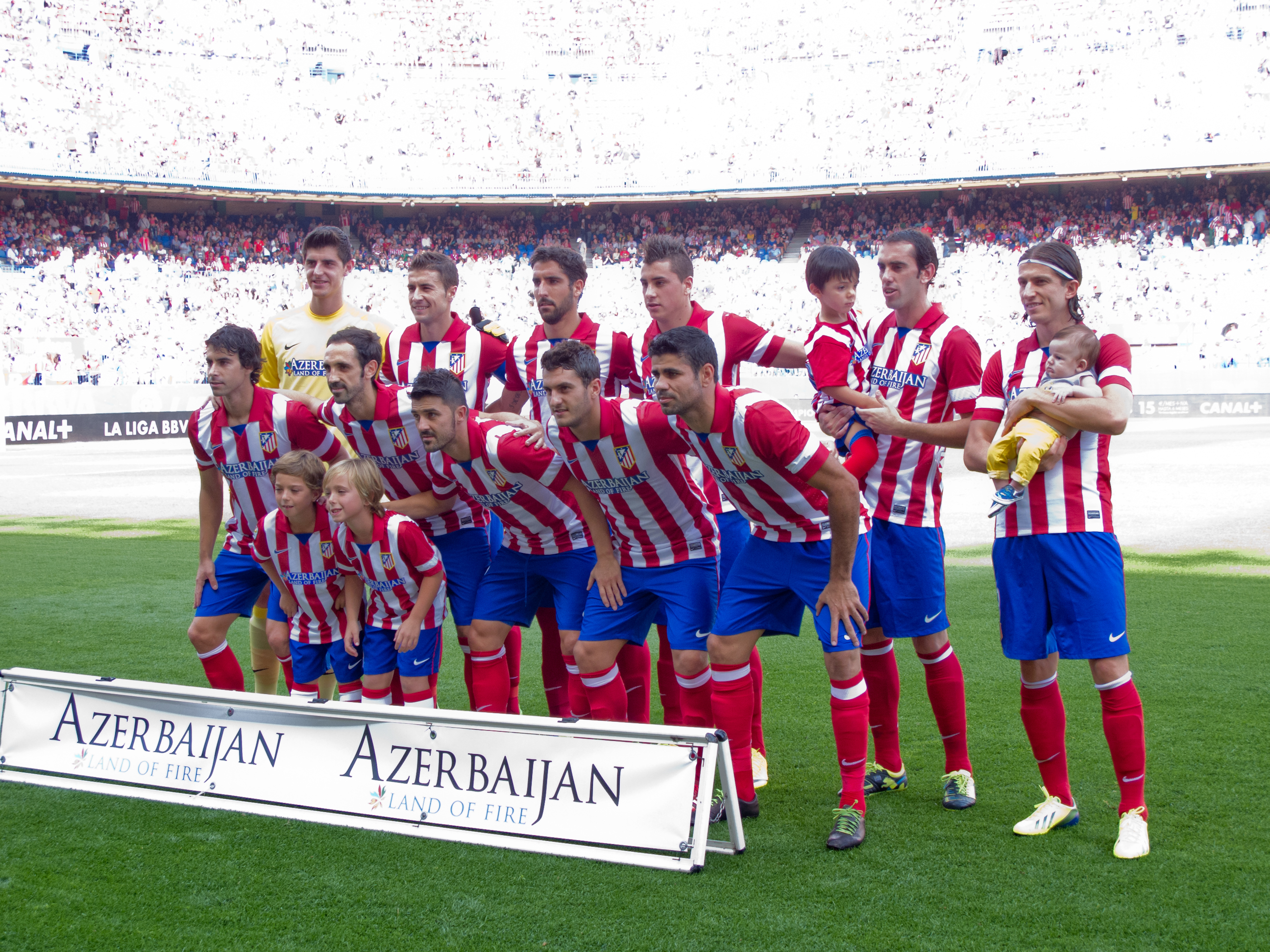
بازیکنان اتلتیکو در لباس‌هایی با شعار «آذربایجان سرزمین آتش»

اتلتیکو کار خود را با لباس‌های آبی و سفیدی آغاز کرد که منعکس کننده رنگ‌های باشگاه والد آنها در آن زمان بود، اما هر دو تیم در سال ۱۹۱۱ لباس‌هایی با نوارهای قرمز و سفید به تن کردند که به رنگ‌های سنتی آنها تبدیل شد. این تغییر به وجود آمده به این سبب بود که بالاتنه‌های راه راه قرمز و سفید ارزان قیمت بودند، چون از نوعی پارچه که برای روکش کردن تشک‌ها به کار می‌رفت ساخته می‌شدند و پارچه‌های بلااستفاده به راحتی به پیراهن‌های فوتبال تبدیل می‌شد. لباس‌های این باشگاه از سال ۲۰۰۱ توسط نایکی تولید می‌شود، تا رقابت خود را با مارک رقیبش آدیداس؛ که یک قرارداد طولانی مدت با رئال مادرید بسته است، حفظ کند.
حمایت مالی دولت جمهوری آذربایجان از پیراهن اصلی این باشگاه در فاصله سال‌های ۲۰۱۲ تا ۲۰۱۴، با شعار «سرزمین آتش»، توسط گزارشگران بدون مرز محکوم شد، و این تبلیغ را با تصویری که در آن نوارهای عمودی پیراهن اتلتیکو به میله‌های زندان تبدیل شده و لوگوی «آذربایجان، سرزمین سرکوب» روی آن قرار گرفته‌بود، به سخره گرفت. اتلتیکو مادرید اذعان داشت که قرارداد حمایت مالی آنها ابعادی سیاسی دارد که هدفش «ارائه تصویری بهتر از آذربایجان» است. در اوت ۲۰۱۴، بنیاد حقوق بشر هلسینکی با ارسال نامه‌ای به این باشگاه، خواستار آن شد تا به دلیل سوابق حقوق بشری آذربایجان، حمایت مالی از این کشور و ارائه تصویری بهتر از آن را پایان دهد و آن را «یکی از سرکوبگرترین کشورها در جهان» نامید.
پیش از این و در فاصله سال‌های ۲۰۰۳ تا ۲۰۰۵ این باشگاه تحت حمایت مالی کلمبیا پیکچرز قرار داشت که لوگوی پیراهن و بعضاً خود پیراهن را تغییر می‌داد، همانگونه که پیراهن دوم اتلتیکو را در زمان اکران مرد عنکبوتی ۲ تغییر داد. از آنجا که پا به پای اکران فیلم‌ها، پیراهن‌ها باید با سرعت معرفی و از مغازه‌ها عرضه می‌شدند، نایکی تصمیم گرفت که لوگوی حامی مالی را روی پیراهن‌های مدلی که از سال ۲۰۰۲ تا ۲۰۰۵ تولید می‌کرد قرار ندهد.
| (۱۹۱۱–۱۹۰۳): اولین لباس | (۱۹۲۳–۱۹۱۱) | (۱۹۴۷–۱۹۲۳) | (۱۹۹۴–۱۹۴۷) |

| دوره | تولیدکننده لباس | حامی مالی لباس                                 | حامی مالی ورزشگاه |
| --- | --------------- | ---------------------------------------------- | ----------------- |
| ۱۹۸۰–۱۹۰۳ | نداشت.          | نداشت                                          | نداشت             |
| ۱۹۸۳–۱۹۸۰ | Meyba           | نداشت                                          | نداشت             |
| ۱۹۸۹–۱۹۸۳ | پوما            | نداشت                                          | نداشت             |
| ۱۹۹۰–۱۹۸۹ | پوما            | میتا                                           | نداشت             |
| ۱۹۹۳–۱۹۹۰ | پوما            | ماربیا*                                        | نداشت             |
| ۱۹۹۴–۱۹۹۳ | پوما            | آنتنا ۳                                        | نداشت             |
| ۱۹۹۶–۱۹۹۴ | پوما            | ماربیا*                                        | نداشت             |
| ۱۹۹۷–۱۹۹۶ | پوما            | باندای / تاماگوچی                              | نداشت             |
| ۱۹۹۸–۱۹۹۷ | پوما            | ماربیا*                                        | نداشت             |
| ۱۹۹۹–۱۹۹۸ | ریباک           | ماربیا*                                        | نداشت             |
| ۲۰۰۰–۱۹۹۹ | ریباک           | نداشت                                          | نداشت             |
| ۲۰۰۱–۲۰۰۰ | ریباک           | IDEA                                           | نداشت             |
| ۲۰۰۲–۲۰۰۱ | نایکی           | IDEA                                           | نداشت             |
| ۲۰۰۳–۲۰۰۲ | نایکی           | صد سالگی باشگاه                                | نداشت             |
| ۲۰۰۵–۲۰۰۳ | نایکی           | کلمبیا پیکچرز**                                | نداشت             |
| ۲۰۰۶–۲۰۰۵ | نایکی           | کیا موتورز                                     | نداشت             |
| ۲۰۱۱–۲۰۰۶ | نایکی           | کیا موتورز / کیوسرا                            | نداشت             |
| ۲۰۱۲–۲۰۱۱ | نایکی           | هتل‌های ریکسوس / هواوی / کیوسرا                 | نداشت             |
| ۲۰۱۳–۲۰۱۲ | نایکی           | هواوی/ آذربایجان، سرزمین آتش / کیوسرا          | نداشت             |
| ۲۰۱۴–۲۰۱۳ | نایکی           | آذربایجان، سرزمین آتش / کیوسرا                 | نداشت             |
| ۲۰۱۵–۲۰۱۴ | نایکی           | آذربایجان، سرزمین آتش                          | نداشت             |
| ۲۰۱۷–۲۰۱۵ | نایکی           | پلاس۵۰۰                                        | نداشت             |
| ۲۰۱۸–۲۰۱۷ | نایکی           | پلاس۵۰۰                                        | گروه واندا        |
| ۲۰۱۹–۲۰۱۸ | نایکی           | پلاس۵۰۰ / هیوندای موتور / صندوق نجات کودکان*** | گروه واندا        |
| - (*): ۹۳–۱۹۹۰، ۹۶–۱۹۹۴، ۹۹–۱۹۹۷ گردشگری ماربیا، در زمان انتصاب خسوس خیل به عنوان شهردار ماربیا و ریاست باشگاه. - (**): کلمبیا پیکچرز ۰۵–۲۰۰۳ (فیلم‌هایی که بر روی پیراهن اتلتیکو تبلیغ شده است، شامل: افسونگر، جنایت در هالیوود، .S.W.A.T، ماهی بزرگ، پسر جهنمی، اسپانگلیش، رزیدنت ایول: آخرالزمان، هیچ، xXx، و مرد عنکبوتی ۲.) - (***): ۱۹–۲۰۱۸ صندوق نجات کودکان در مسابقات لیگ قهرمانان اروپا و مسابقات سوپرجام اروپا در پشت پیراهن قرار گرفت. |                 |                                                |                   |

## هواداران
افراد مشهوری چون خواکین سابینا، بلن استبان، لیوا (خواننده)، آلوارو بائوتیستا، دنی مارتین، آنا روزا کویینتانا، خاویر باردم، سارا کاربونرو، پابلو ایگلسیاس توریون، El Langui، پدرو سانچز، Luis de Guindos، روزندو مرکادو، José Tomás, Cayetano Martínez de Irujo، داوید مونیوز، ویل اسمیت، هریسون فورد، هلی بری، تام کروز، مت دیمون، وین دیزل، شارلیز ترون و کارل آنتونی تاونز، از هواداران این باشگاه هستند. اتلتیکو مورد حمایت فلیپه ششم؛ پادشاه اسپانیا، قرار گرفته و از سال ۲۰۰۳ رئیس افتخاری این باشگاه است.

## یادداشت
1. ↑  Los Colchoneros
2. ↑  Los Rojiblancos
3. ↑  Los Indios
4. ↑  El Pupas
5. ↑  Atleti
6. ↑  Athletic Club Sucursal de Madrid
7. ↑  Los Blancos